# 中華Veryca
中華Veryca為臺灣中華汽車工業於2000年推出的廂型車、貨車。由中華汽車與日本三菱汽车合作，以第六代三菱Minicab微型面包车為基礎開發，作為中文名稱為「威利」的第二代中華Verica後繼車型。

## 中華百利

### 第一代（1978—1984）
1978年，三菱授權中華汽車，將第三代Minicab國產化，此為中華汽車的第一款商用車產品。中文名稱為「百利」，有貨車和廂型車款。

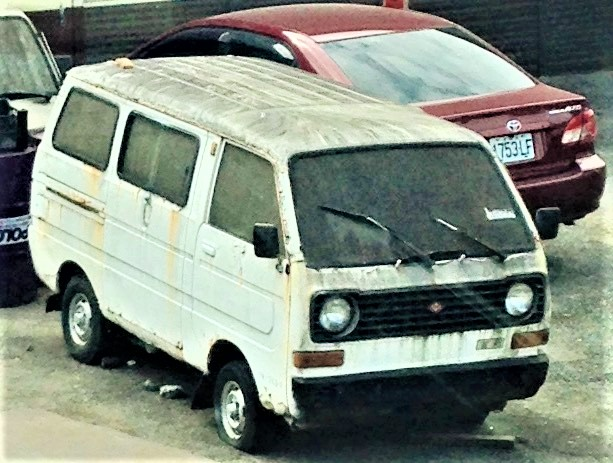
CMC中華百利廂型車（1978—1984）
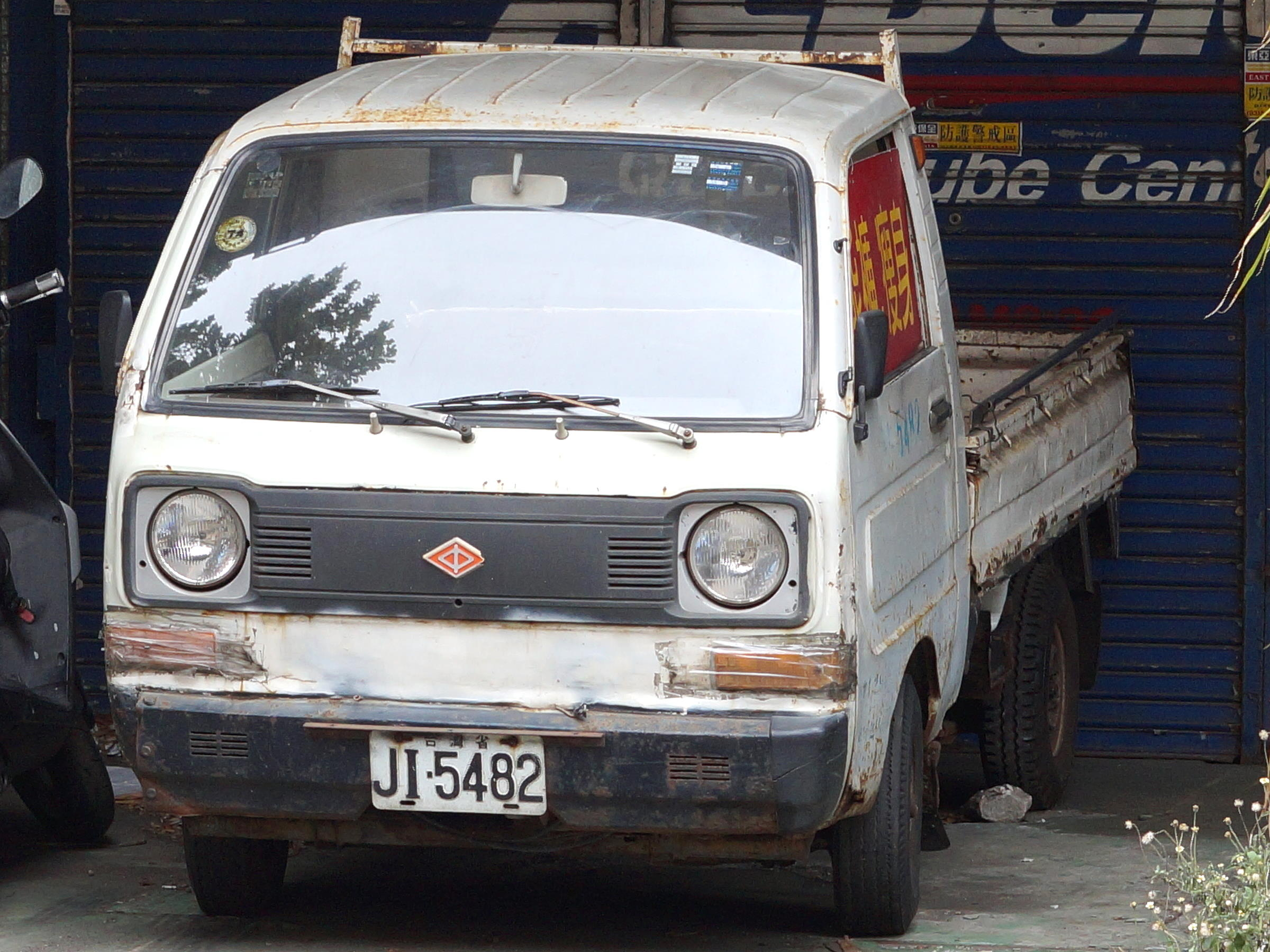
CMC中華百利貨車（1978—1984）

### 第二代（1985—1988）
1985年登場，為三菱第四代Minicab的授權生產型，是第一款帶有「Varica」銘牌的車型，此時延續使用中文名稱「百利」。

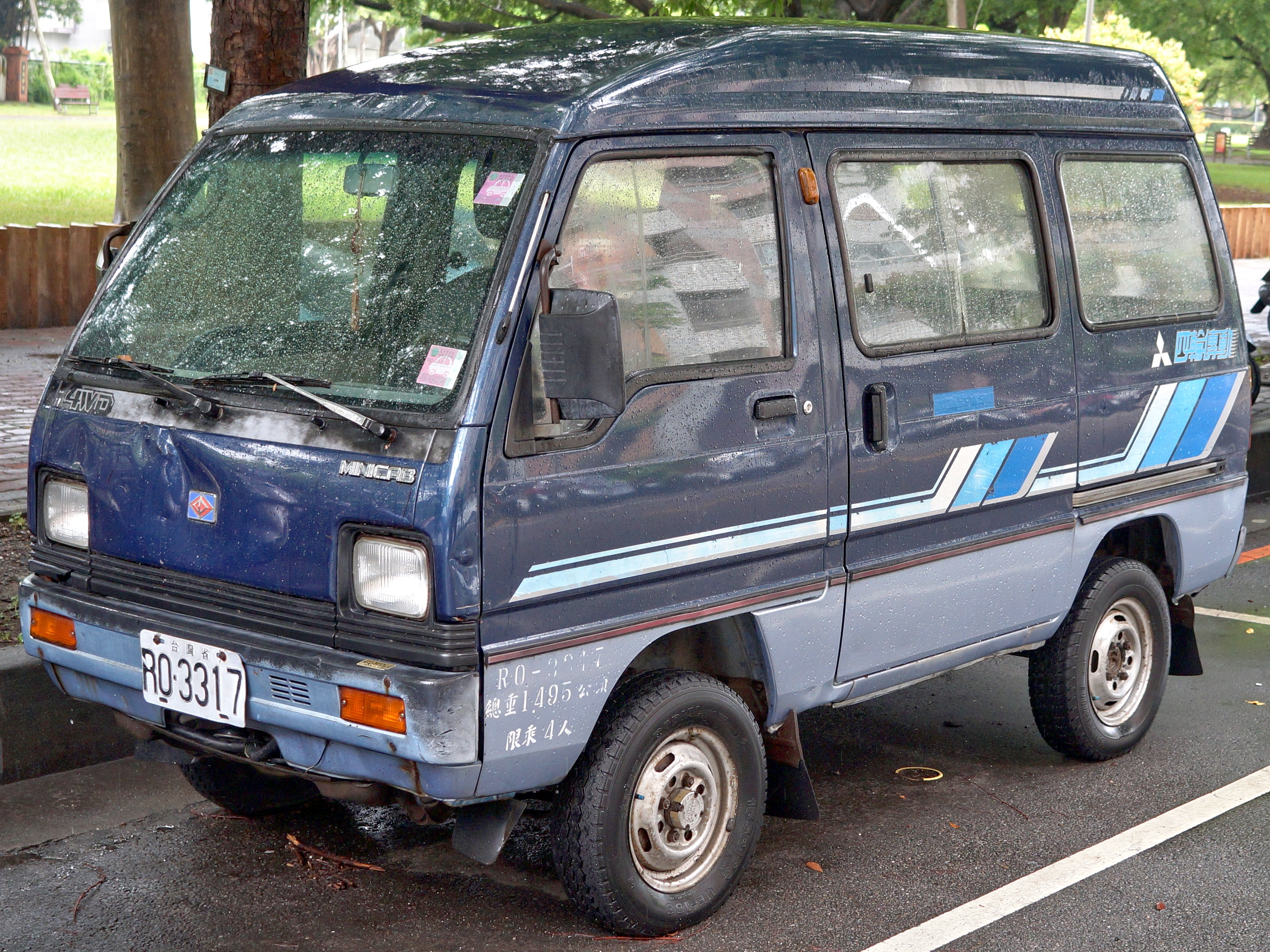
Varica 廂型車（1985—1988）
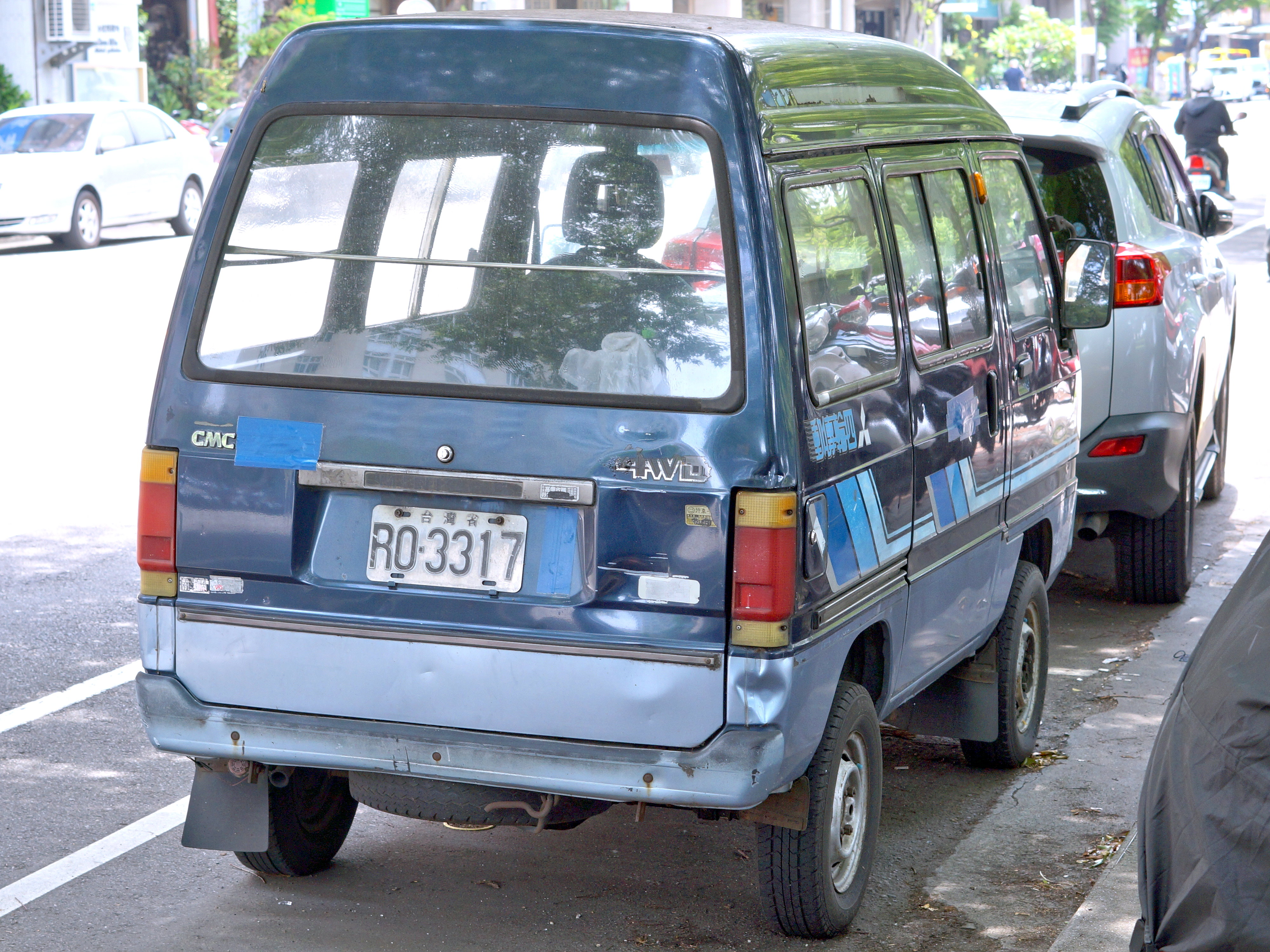
Varica 廂型車 後側（1985—1988）
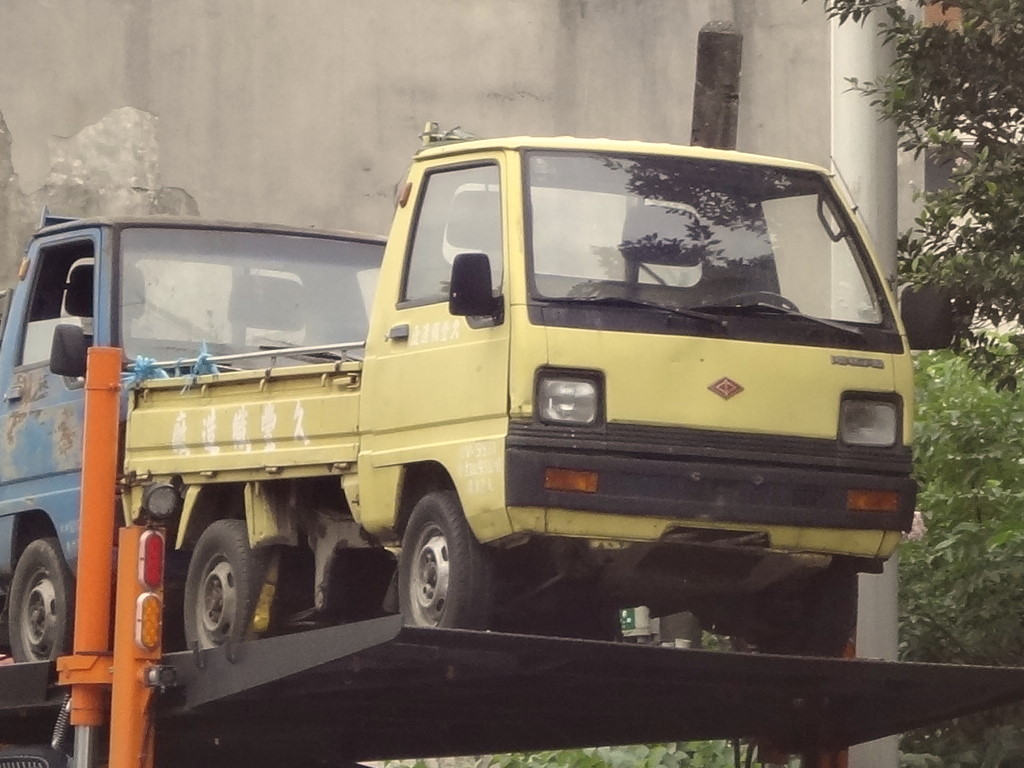
Varica 貨車（1985—1988）
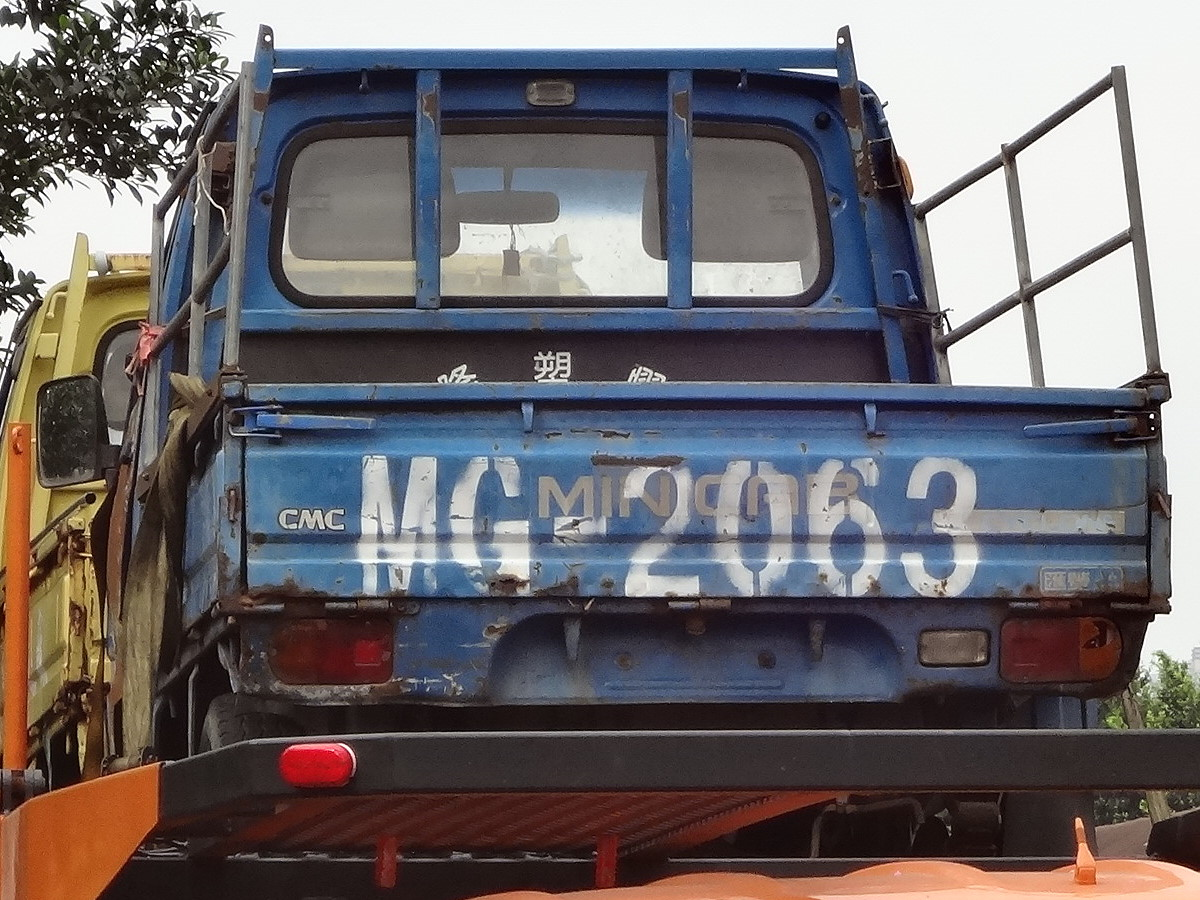
Varica 貨車 車尾（1985—1988）

## 中華威利

### 初期型（1989—1992）
1988年首次亮相、1989年正式上市，中文名稱改為「中華威利」，實為第二代Verica的第一次改款。
此次改款由裕隆汽車基於第二代Varica的結構重新設計，搭載1061cc直列四汽缸4G82型SOHC引擎，最大馬力58匹，全長達到3,645毫米，後軸正前方的軸距加長到1,475毫米，最高時速為115km/h。

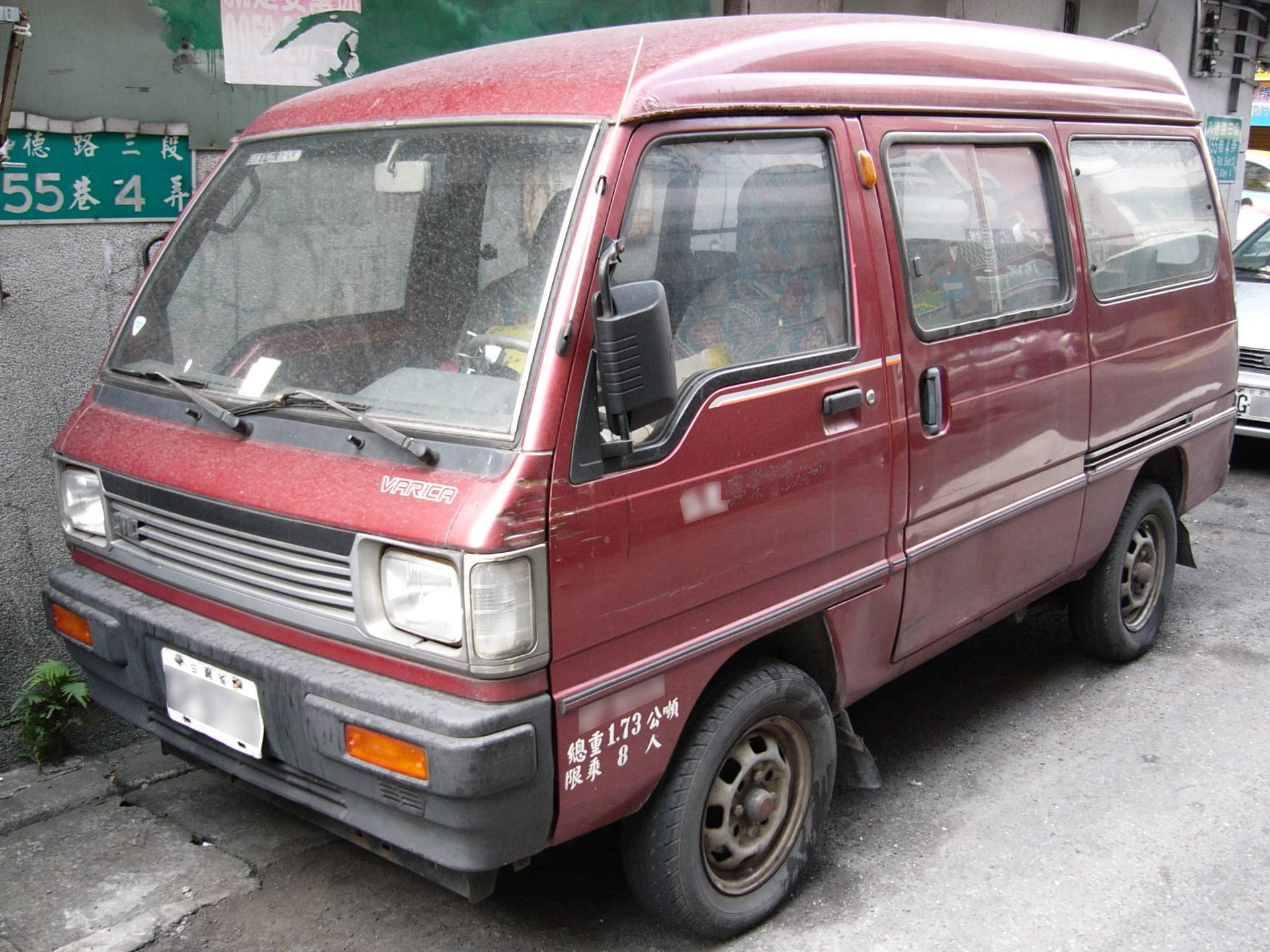
Varica 廂型車（1989—1992）
Varica 廂型車 後側（1989—1992）
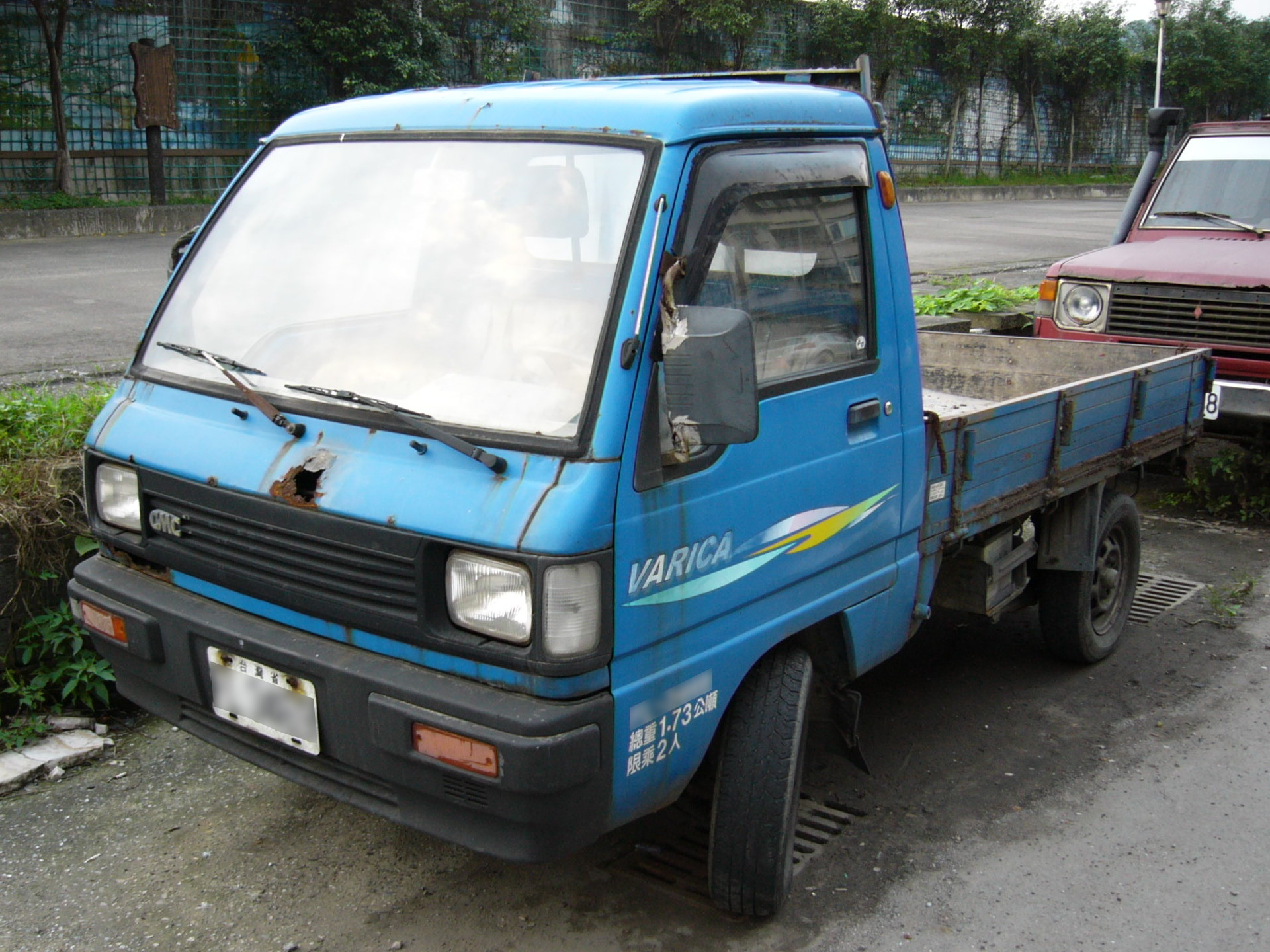
Varica 貨車（1989—1992）

### 中期型（1993—1997）
1993年，外觀設計取消了車燈之間的格柵飾板，並更改大燈樣式。

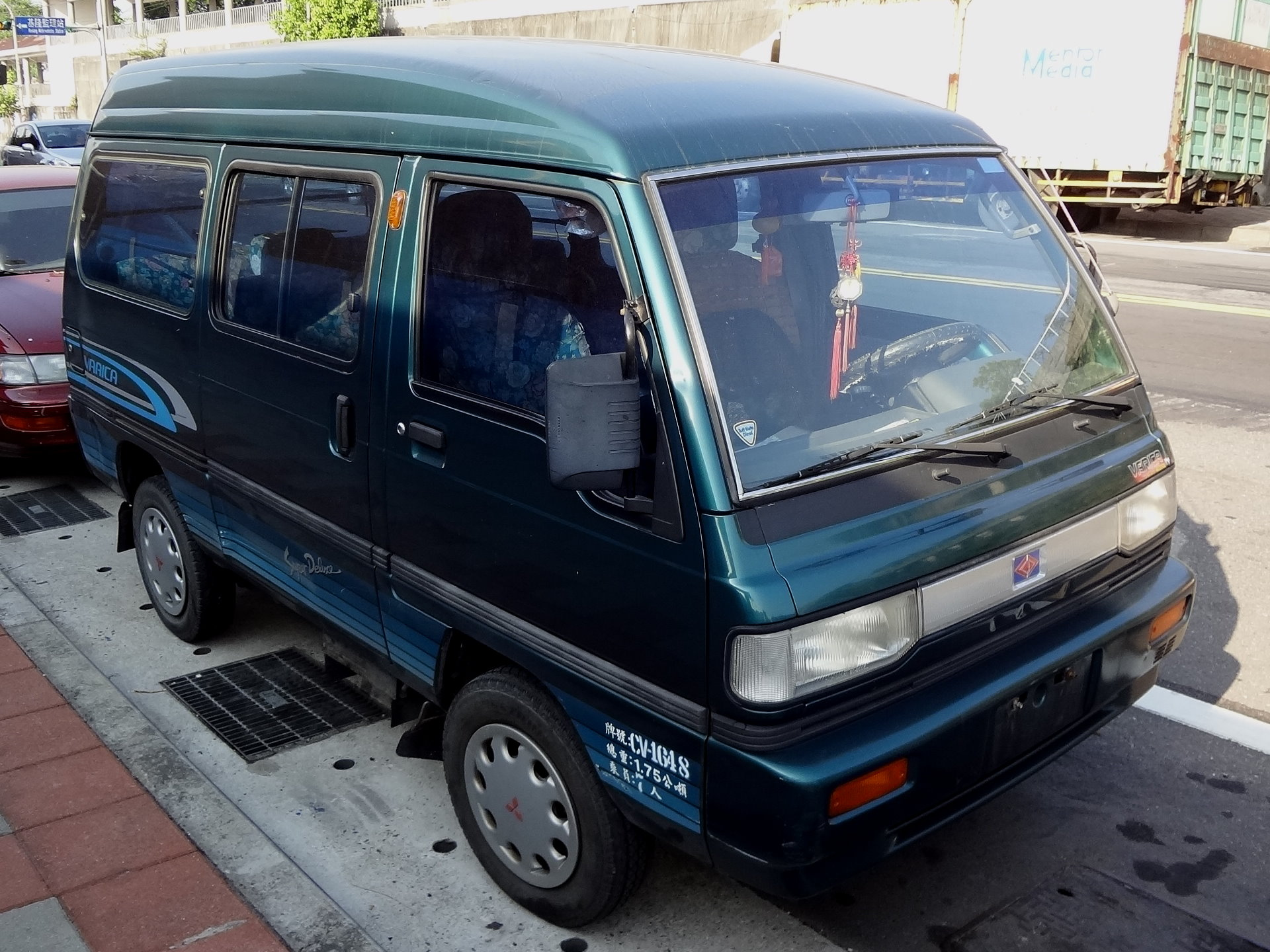
Varica 廂型車（1993—1997）
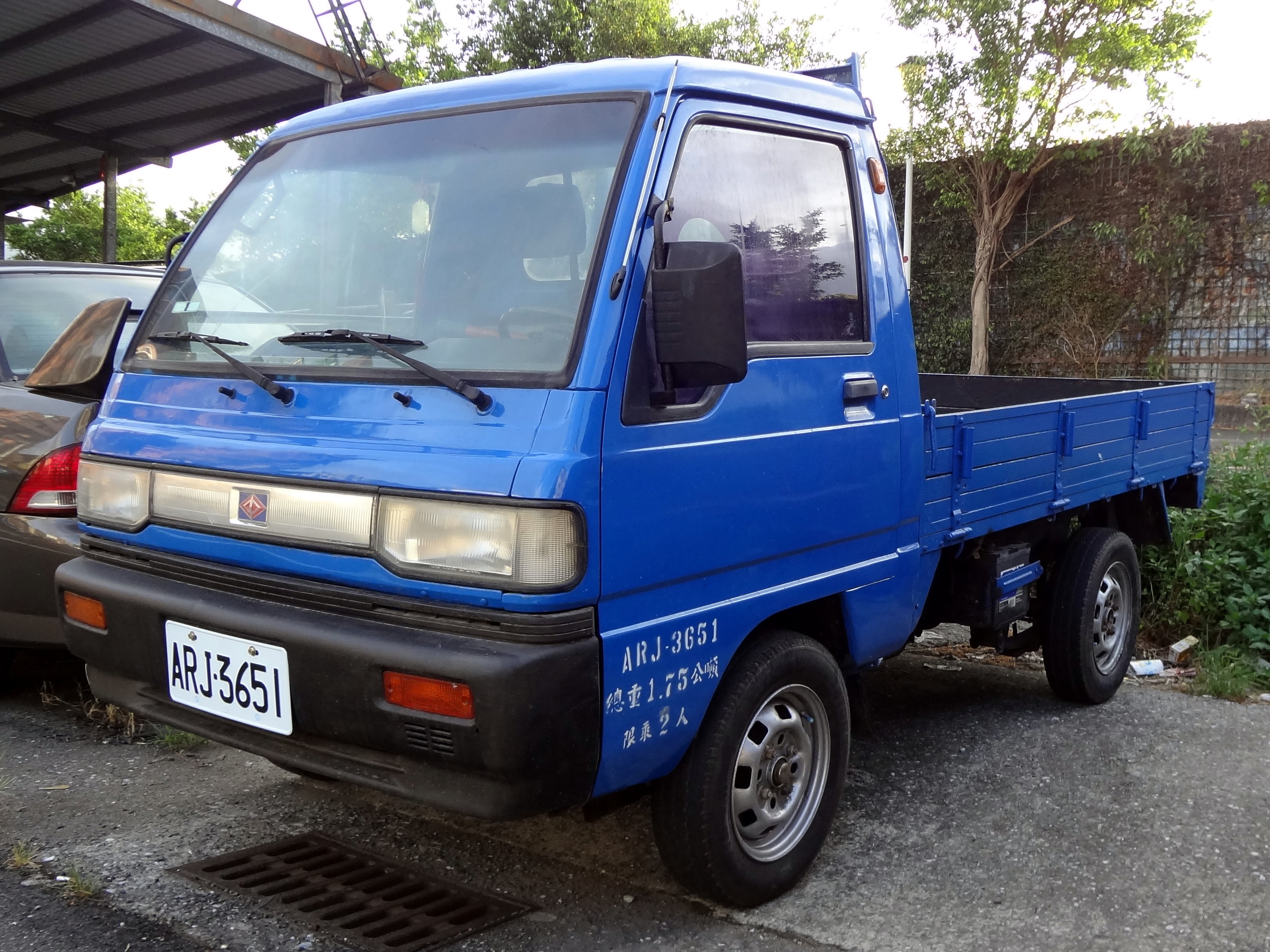
Varica 貨車（1993—1997）

### 後期型（1998—2007）
1998年首次亮相，實為第二代Verica的第二次改款。車身加長，並以1.2升引擎取代原先搭載的1.1升引擎。造型上有著更長、更圓潤的車頭。在後繼車款Veryca問世後仍一直銷售至2007年，直至無法達到中華民國環保相關法規標準為止。
2005年，與Veryca一同外銷至中東市場。

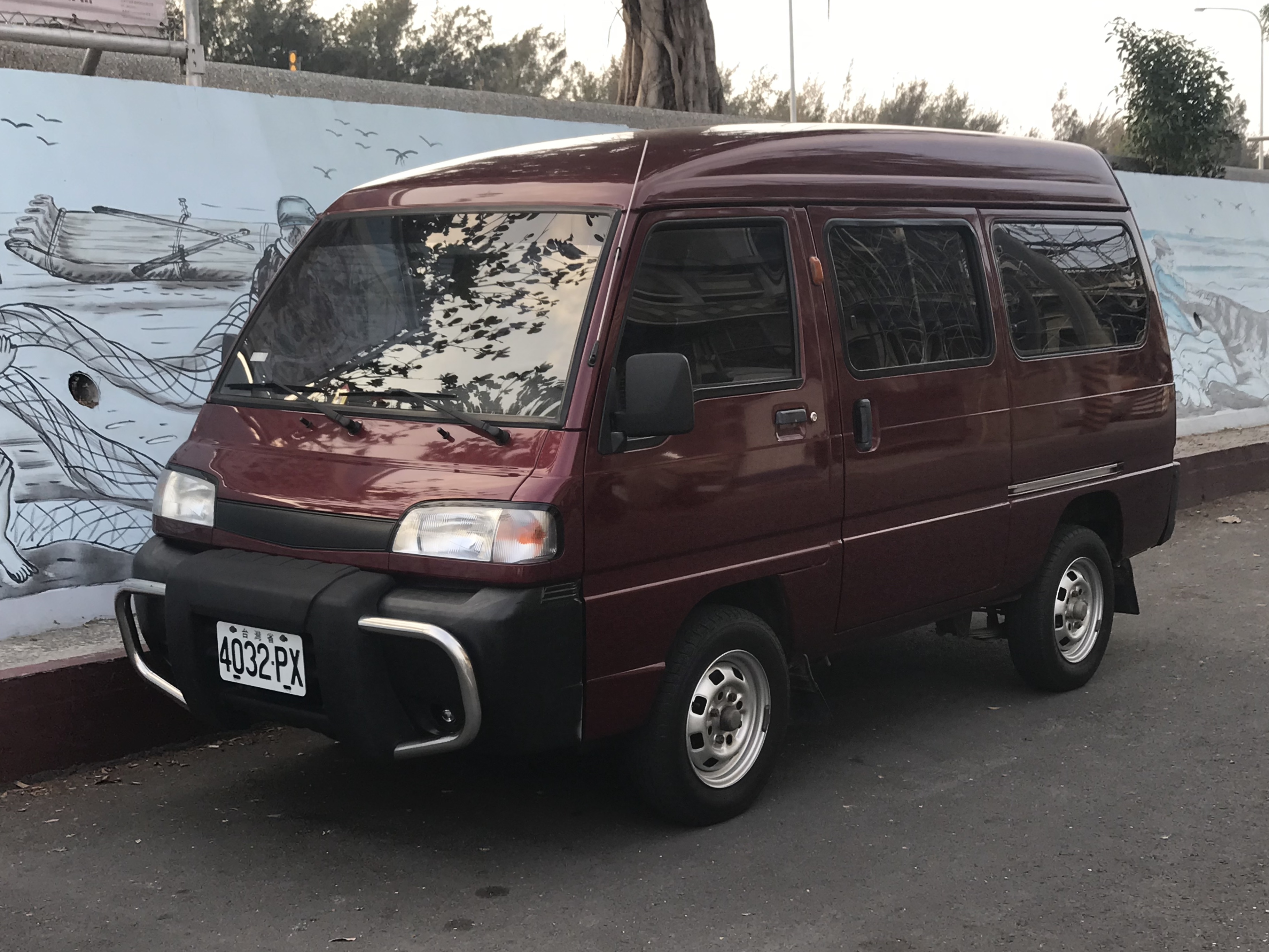
Varica 廂型車（1998—2007）
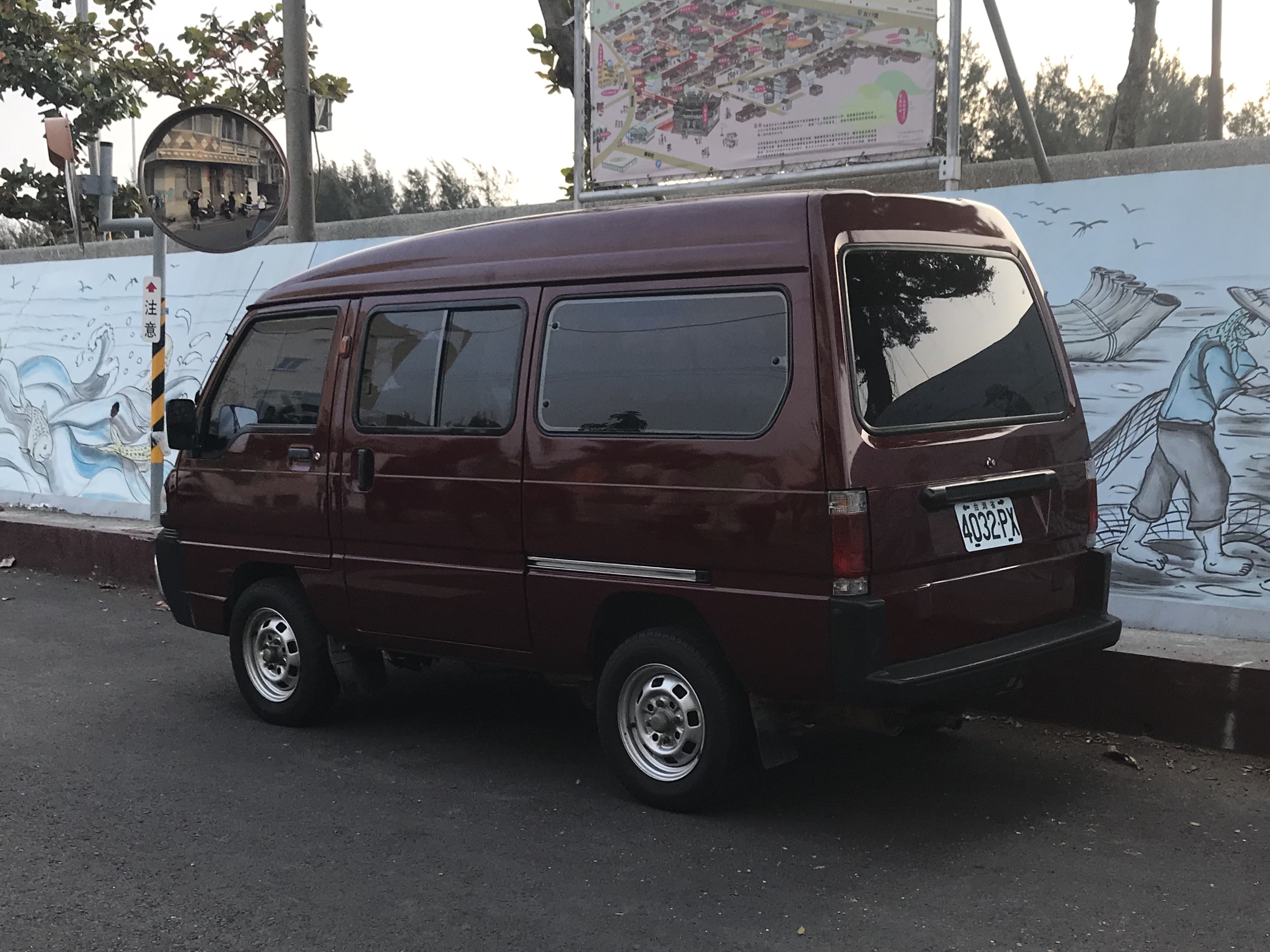
Varica 廂型車 後側（1998—2007）
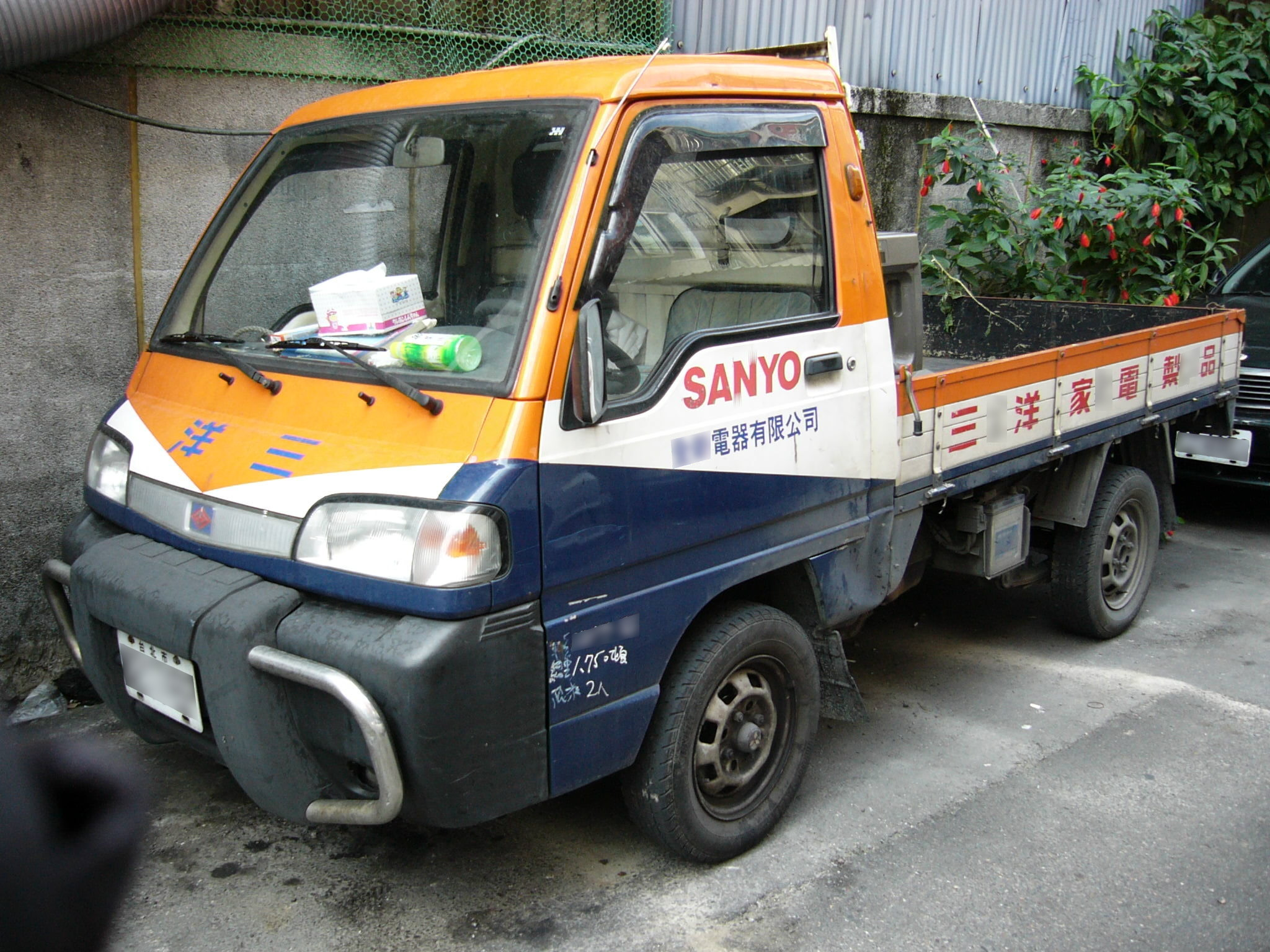
Varica 貨車（1998—2007）

## 中華菱利

### 初期型（2000—2013）
2000年，以第六代三菱Minicab Town Box Wide為基礎，中文名稱為「菱利」的「Veryca」問世。由中華汽車研究設計中心重新設計，重新設計部分包括前後保險桿等外觀，後懸吊等，並搭載華擎機械工業股份有限公司研發製造之1.2升引擎。
2001年，中華汽車推出了具有更寬輪拱和1.6升引擎，動力和內裝瞄準乘用車市場，名為「Veryca Magic」並分為「GLS」和「Super Exceed」兩個級距的廂型車款式。
2005年，中華汽車與中國大陸福汽集團合資成立的東南汽車於廣州車展展出「東南菱利」，並於隔年開始於中國大陸販售。搭載1.3升、1.6升直列四汽缸引擎。
同年，也與仍在販售的Verica一同外銷至中東市場。
2007年，中華汽車與美國經銷商Vantage Vehicle International公司著手規畫將Veryca導入美國市場，規劃將駕駛座空間加大、變更水箱護罩造型、提升安全性能等，以符合美國客戶的需求及當地消費者的使用習慣等特別仕樣。
2009年，美國市場車型的檢討及開發於4月間完成，包含30,000公里綜合耐久及碰撞法規測試等。最終品質確認於同年7月完成，10月出貨至美國，11月於美國上市銷售。
2010年，中華民國經濟部技術處委託工研院主導開發輕型電動商用車。此計畫採用中華菱利，搭載工研院與業者合作開發35/50kW永磁馬達動力系統與12/20kWh鋰電池組等自主關鍵零組件、SAE J1772 Level 2共通充電介面，並具備遠端車隊管理系統，藉由電動商務車測試運行，累積使用者經驗，同時驗證車輛及系統可靠度。

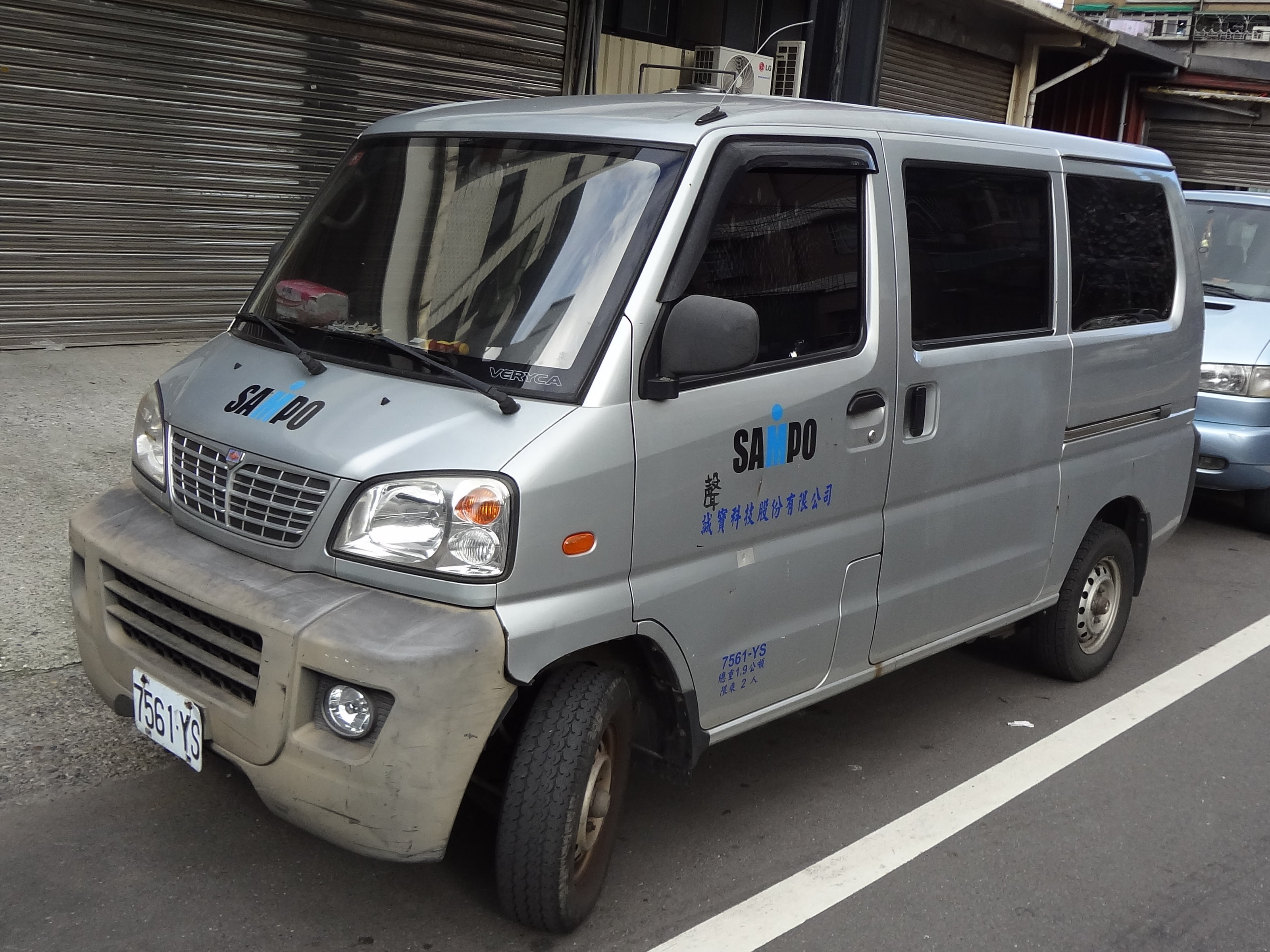
Veryca 廂型車（2000—2013）
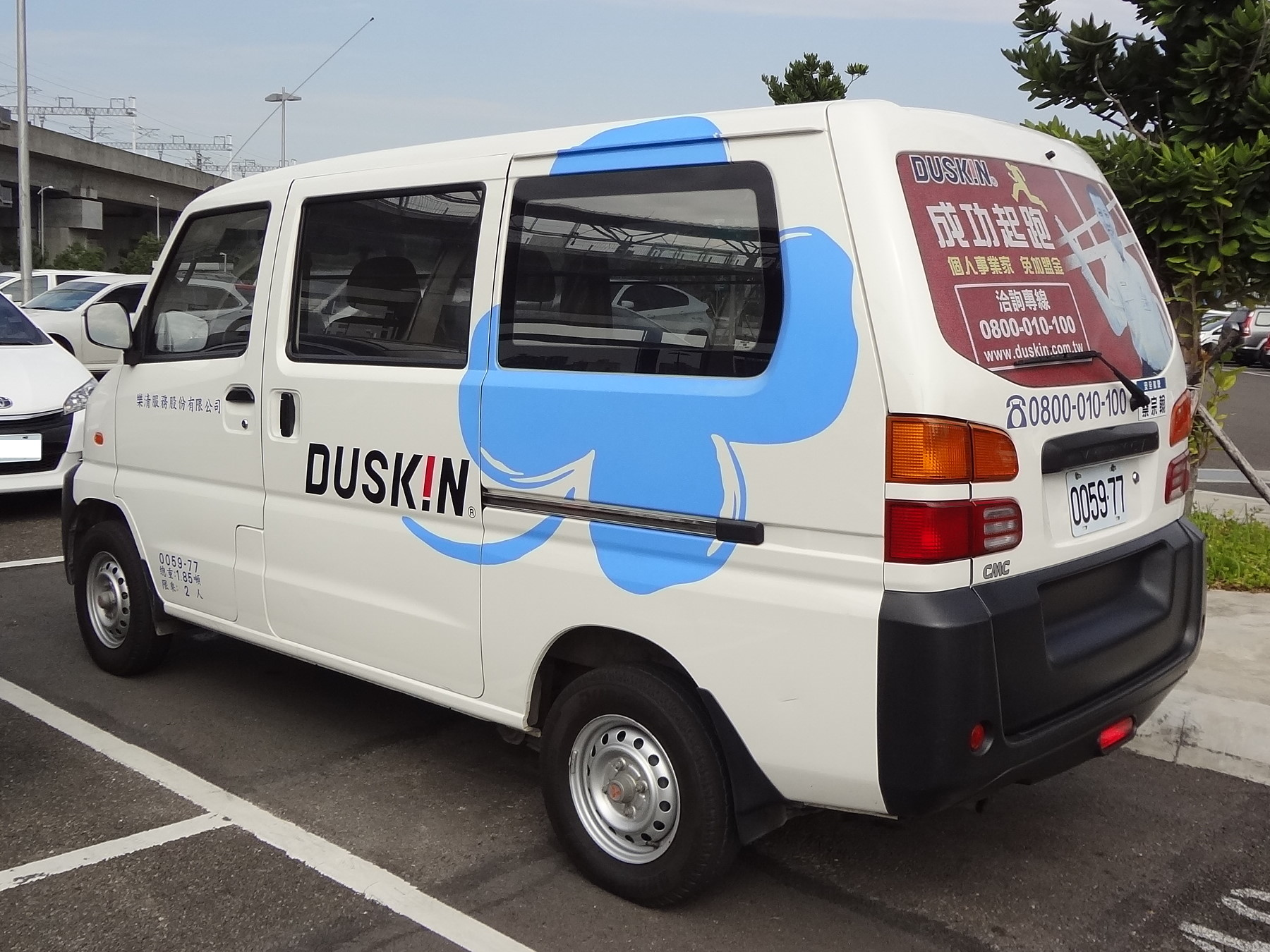
Veryca 廂型車 後側（2000—2013）
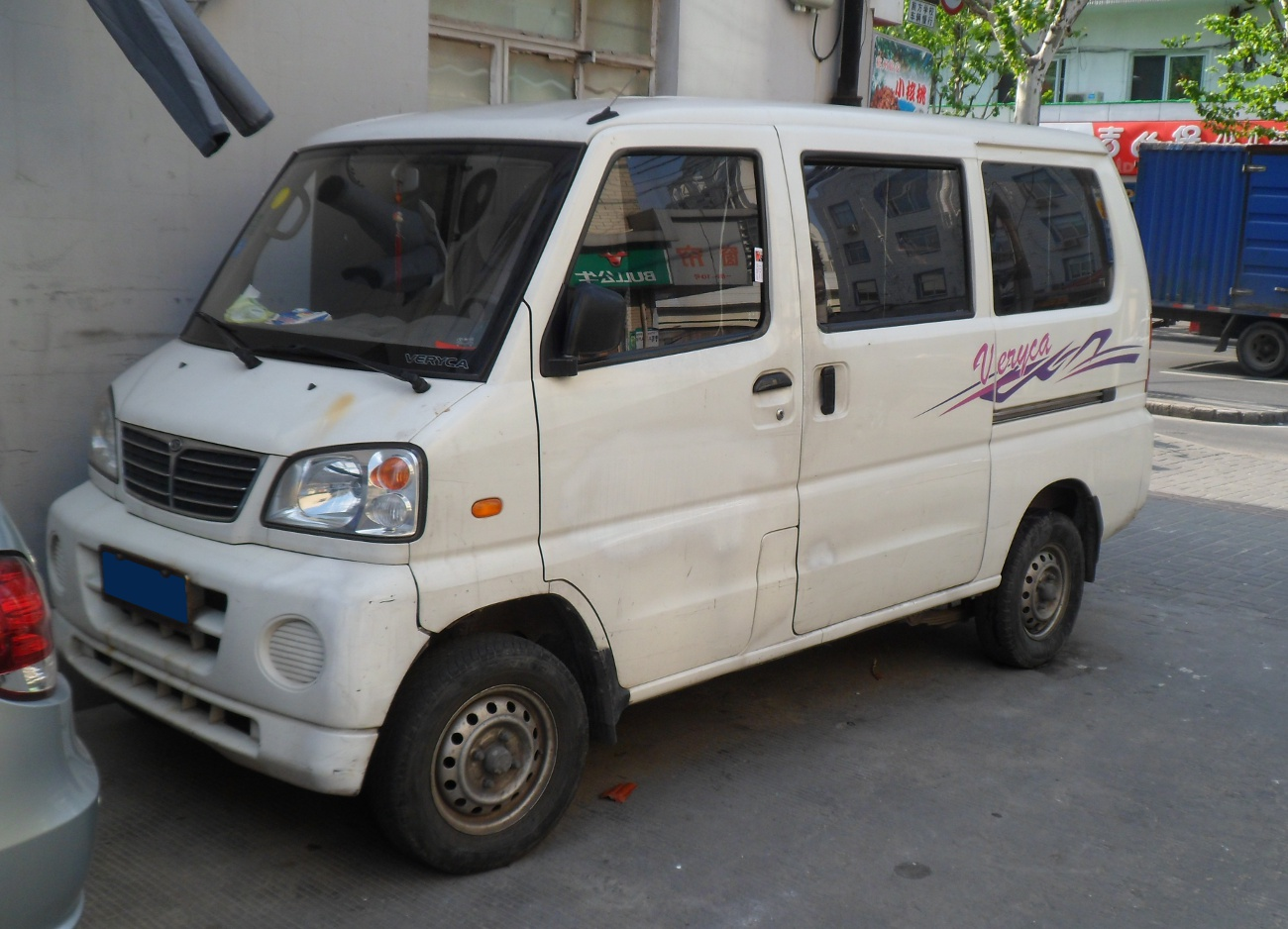
東南 Veryca（2006—2010）
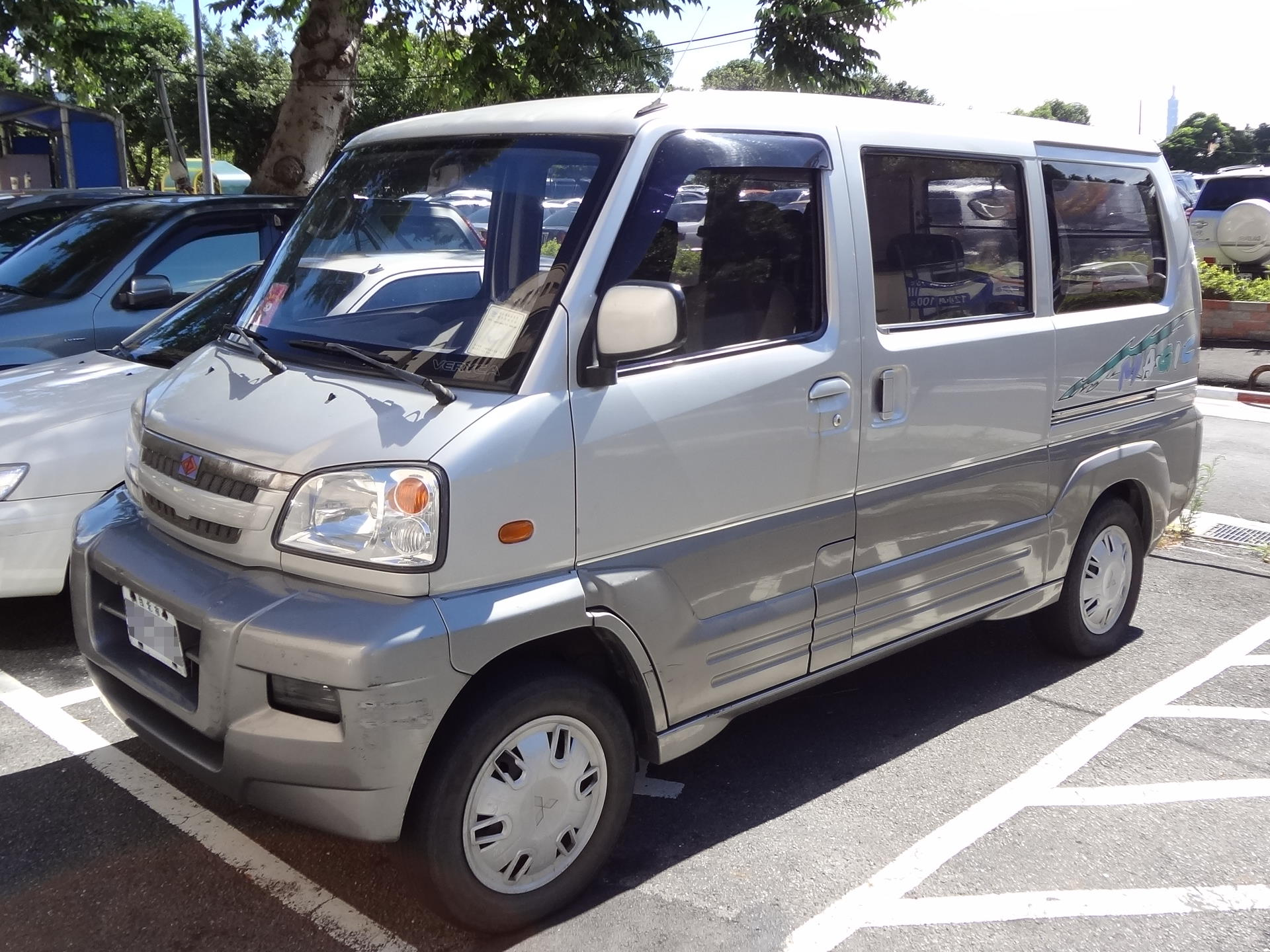
Veryca Magic 廂型車（2001—2008）
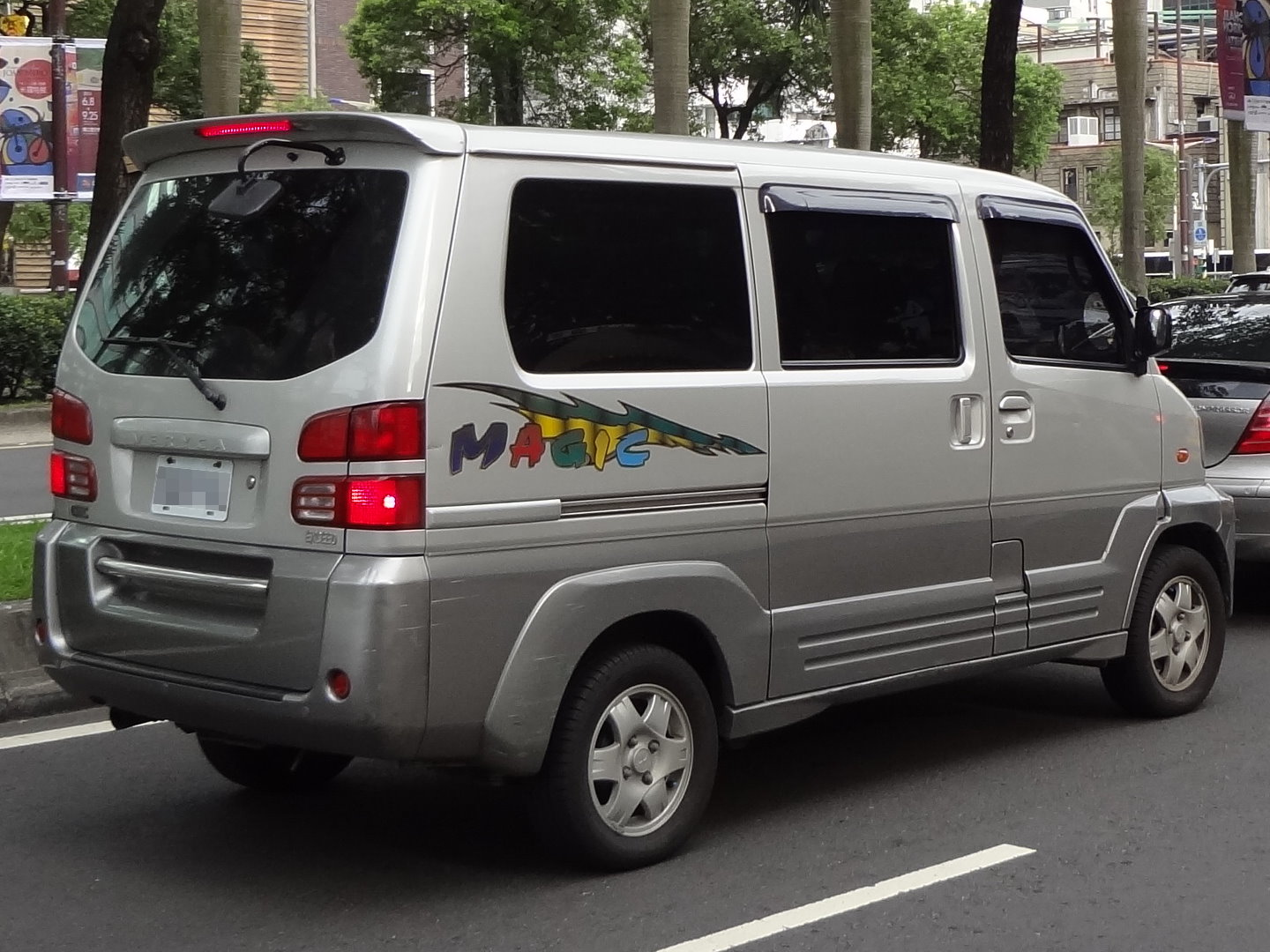
Veryca Magic 廂型車 後側（2001—2008）
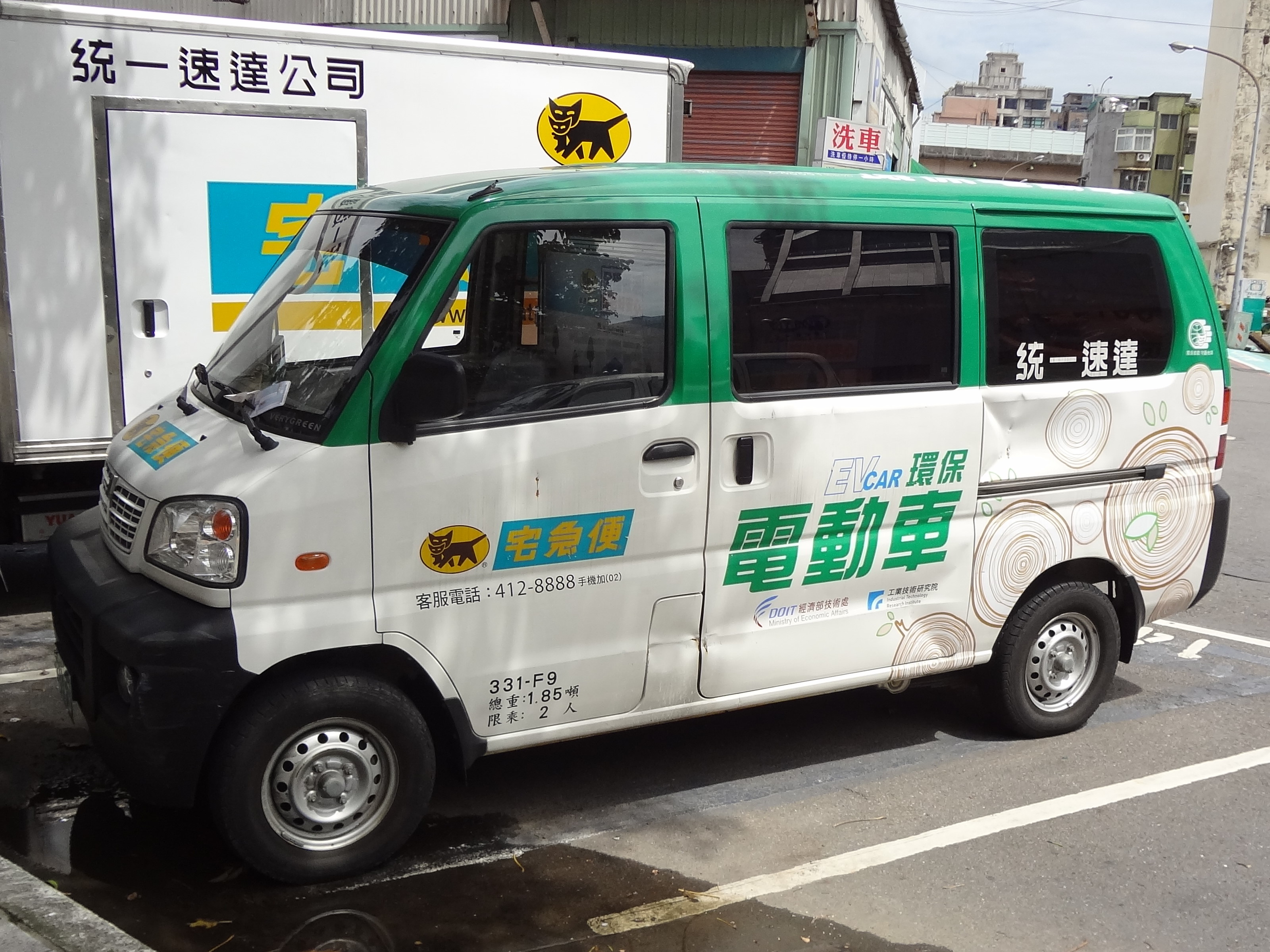
搭載中研院電動系統的 Veryca
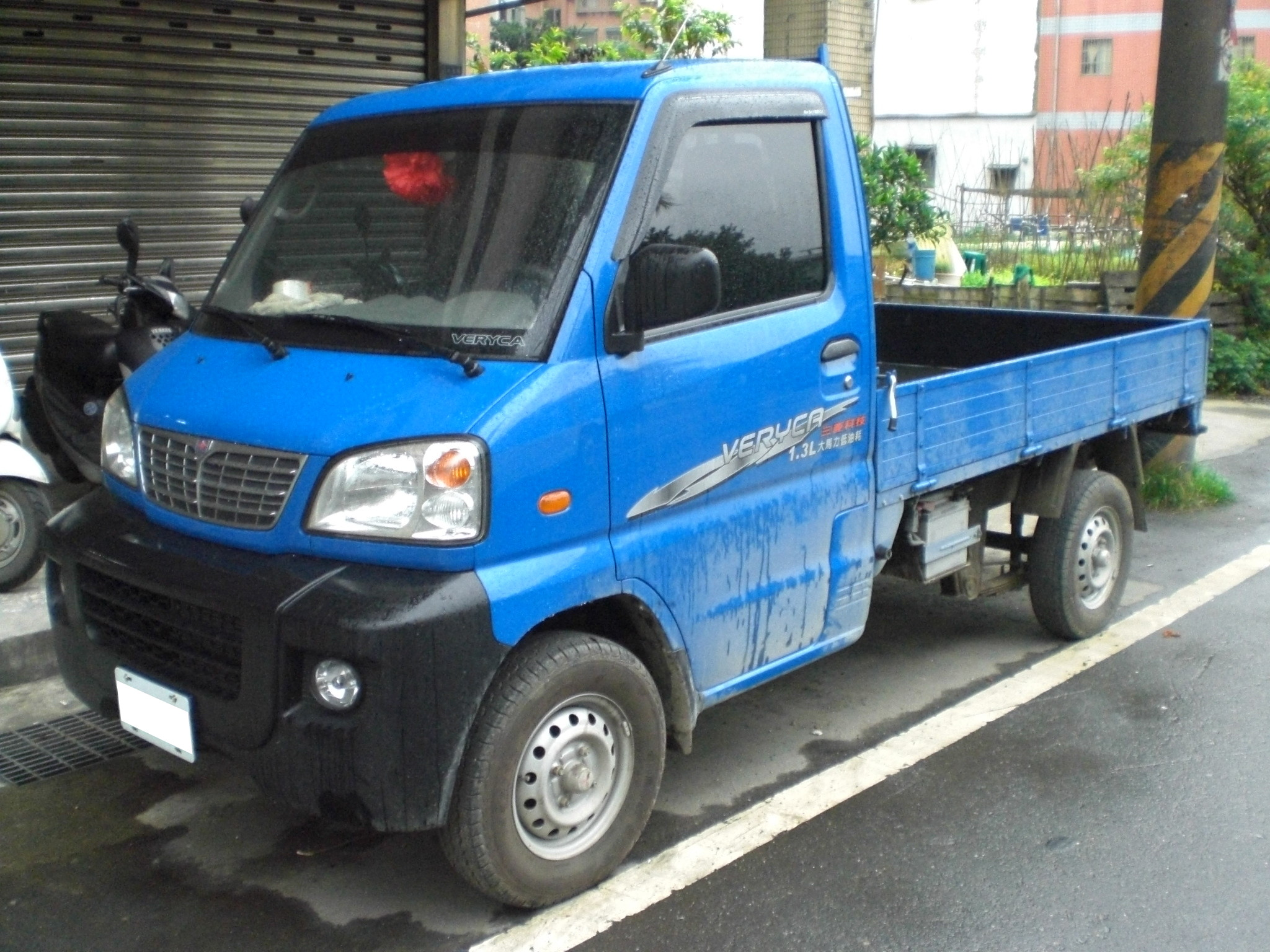
Veryca 貨車（2000—2013）
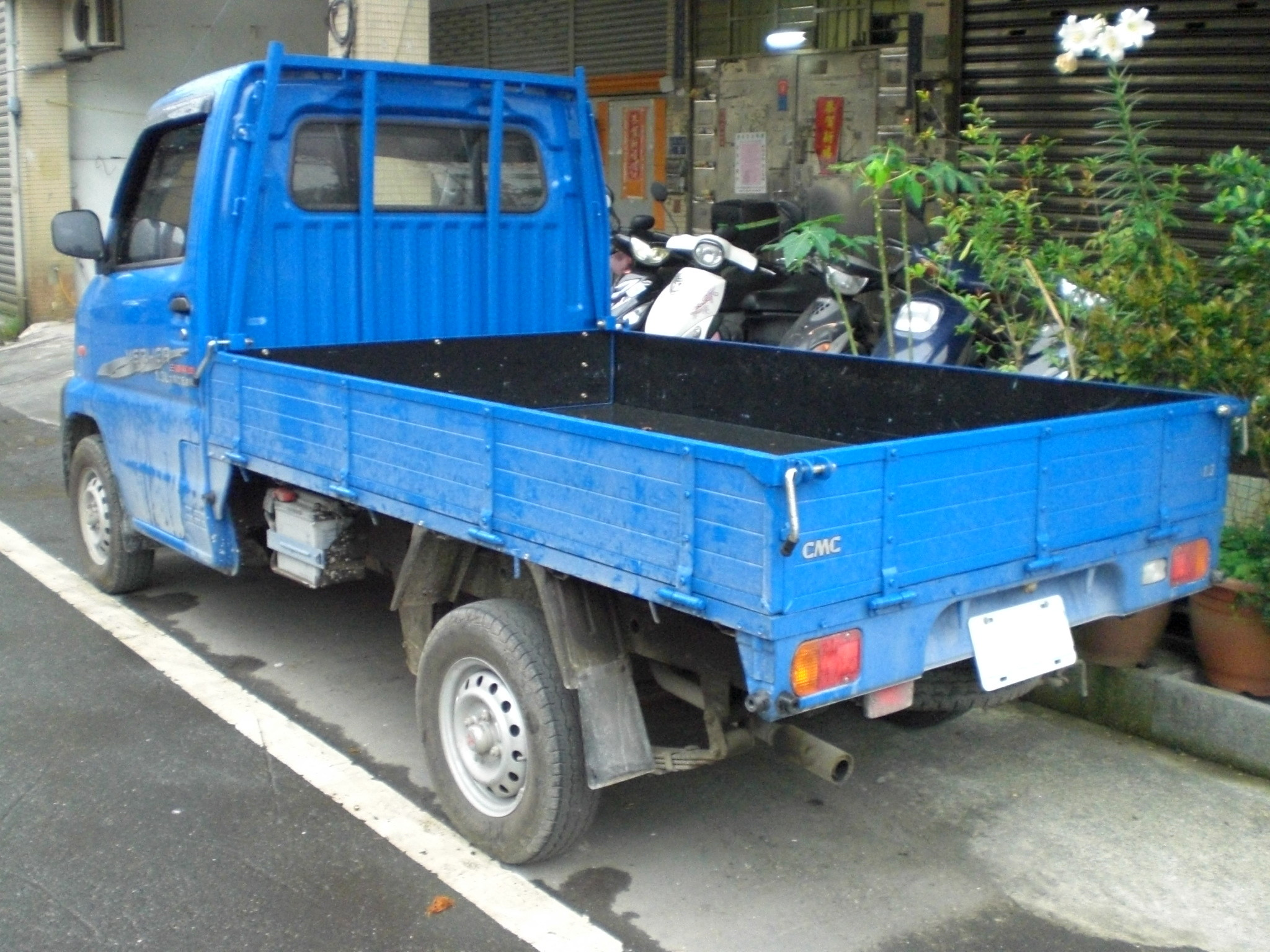
Veryca 貨車 後側（2000—2013）

### 東南希旺（2011—?）
2010年，「東南希旺（C1）」於廣州車展展出，隔年2月開始在中國大陸販售。僅配備5速手動變速箱，使用的引擎包括三菱1.3升92馬力、扭力114 Nm直列四汽缸引擎，以及東南生產1.3升82馬力、扭力102 Nm直列四汽缸引擎。價格為36,800 - 46,800人民幣不等。

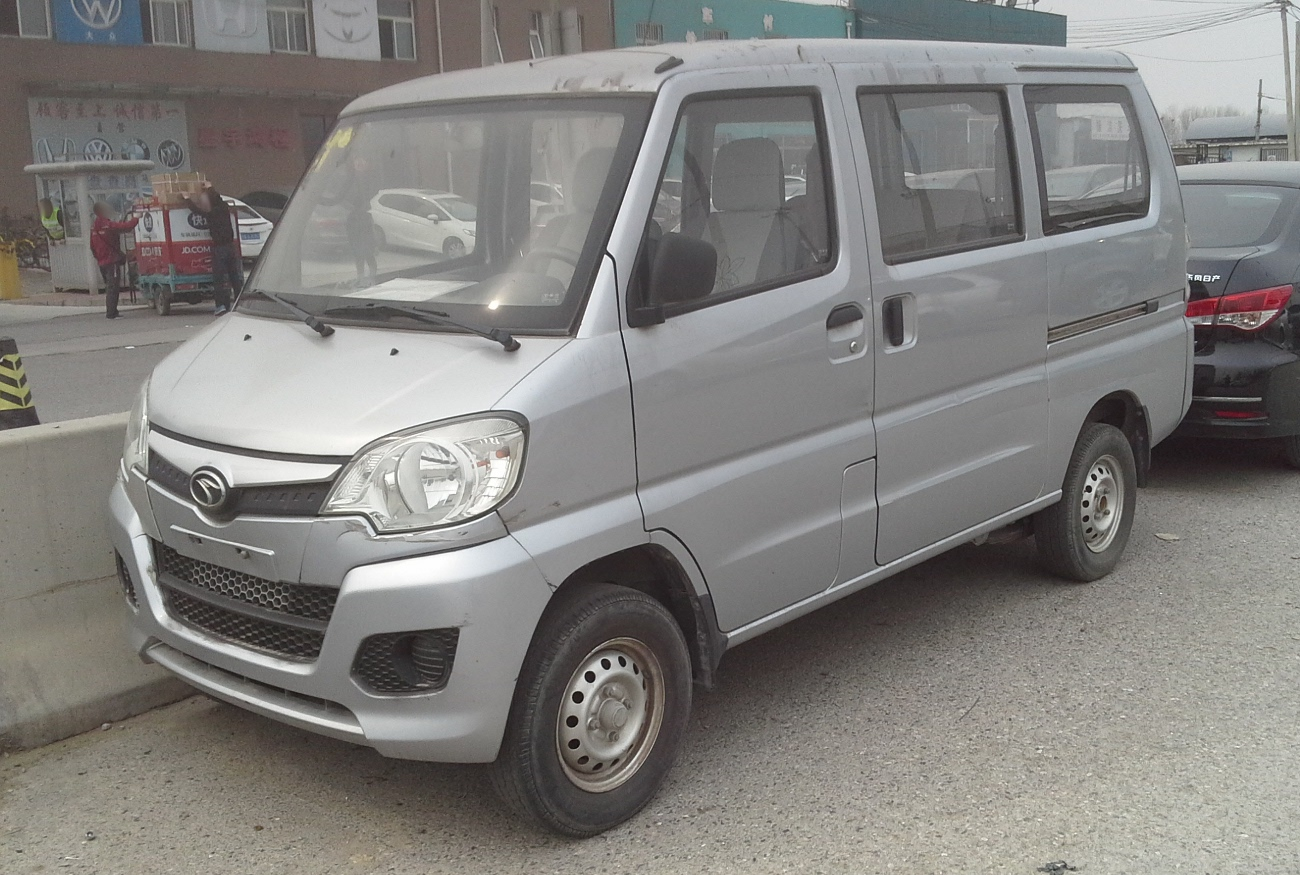
東南 C1（2011—?）
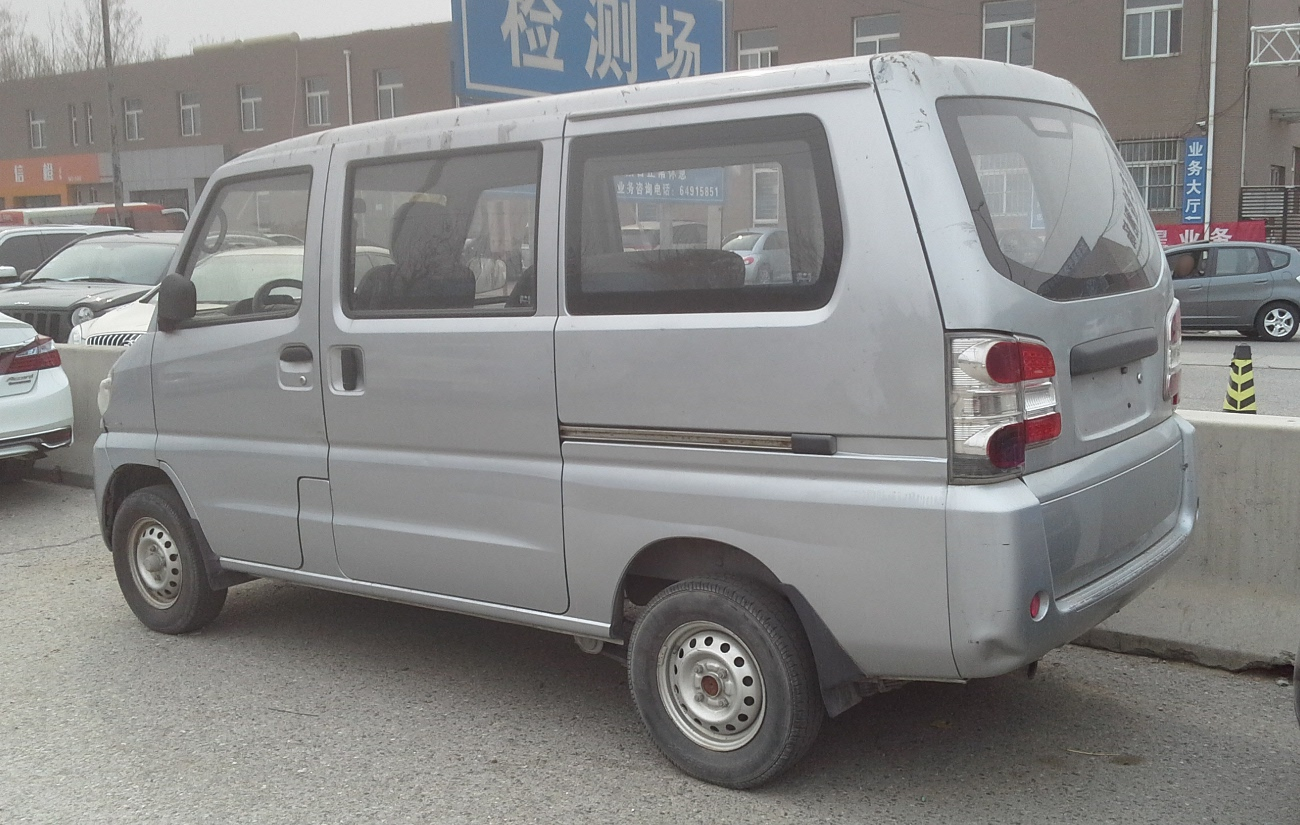
東南 C1 後側（2011—?）

### 第一次改款（2013—2018）
2013年，中華Veryca第一次改款。除外觀更動，初期僅後驅車款改為搭載最大動力為 87 PS/6,250 rpm、最大扭力為 11.4 kgf‧m/5,250 rpm，東安發動機三菱技術4G13 1.3升直列四汽缸引擎，四驅車款維持使用改款前所搭載之1.2升引擎。
2015年，中華汽車於10月發表，四輪傳動車款也一併改為搭載上述1.3升引擎。

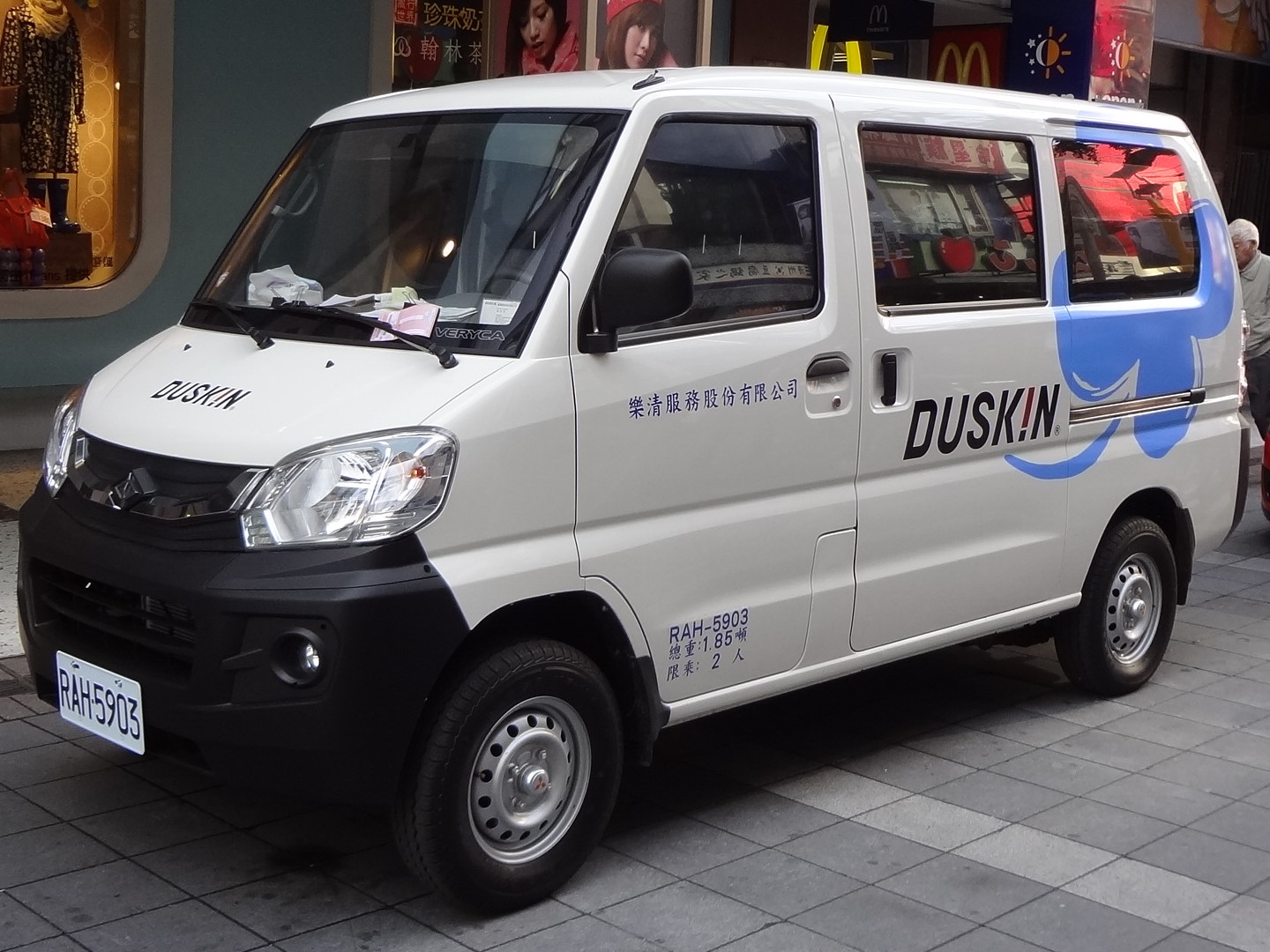
Veryca 廂型車（2013—2018）
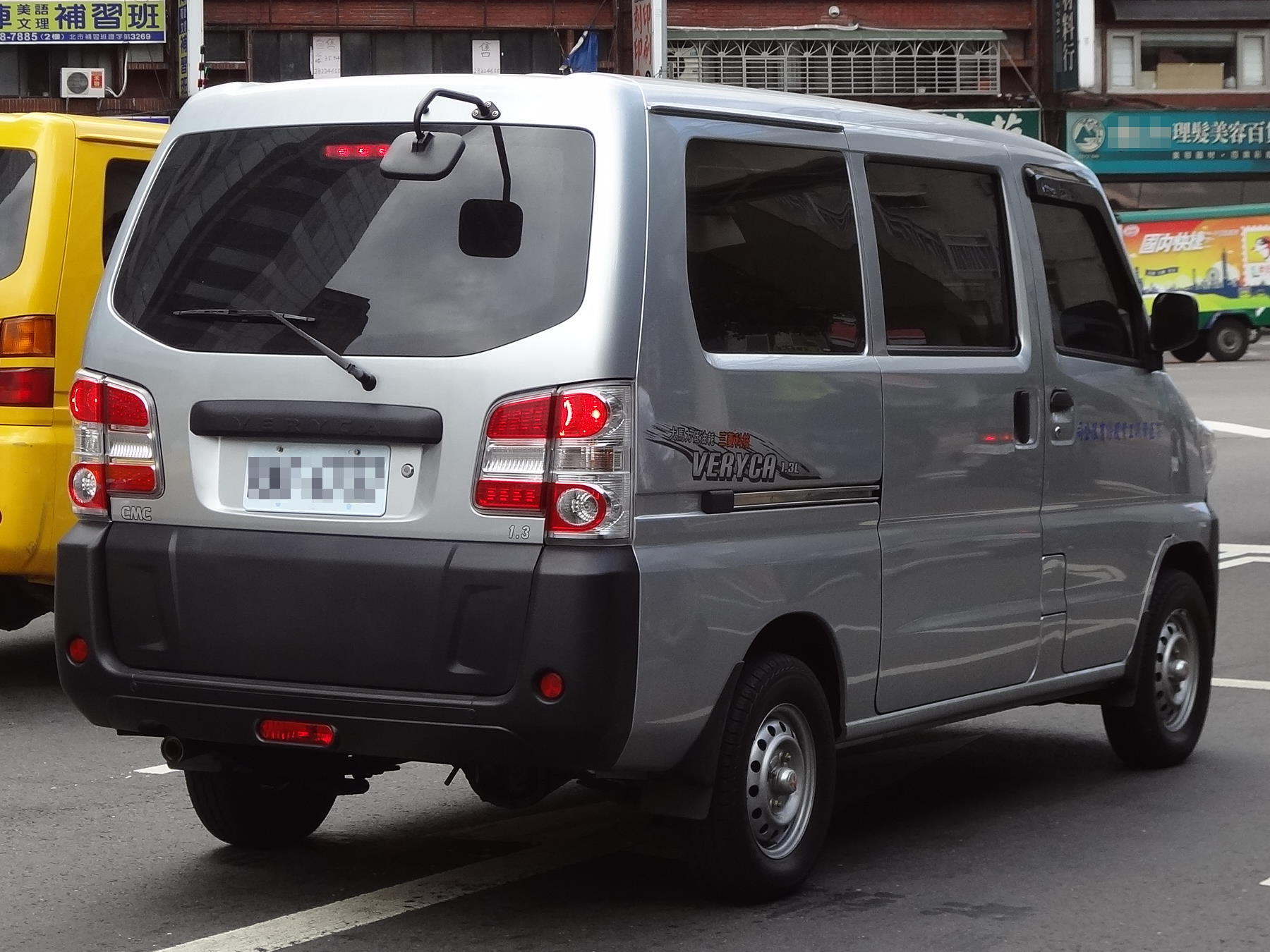
Veryca 廂型車 後側（2013—2018）
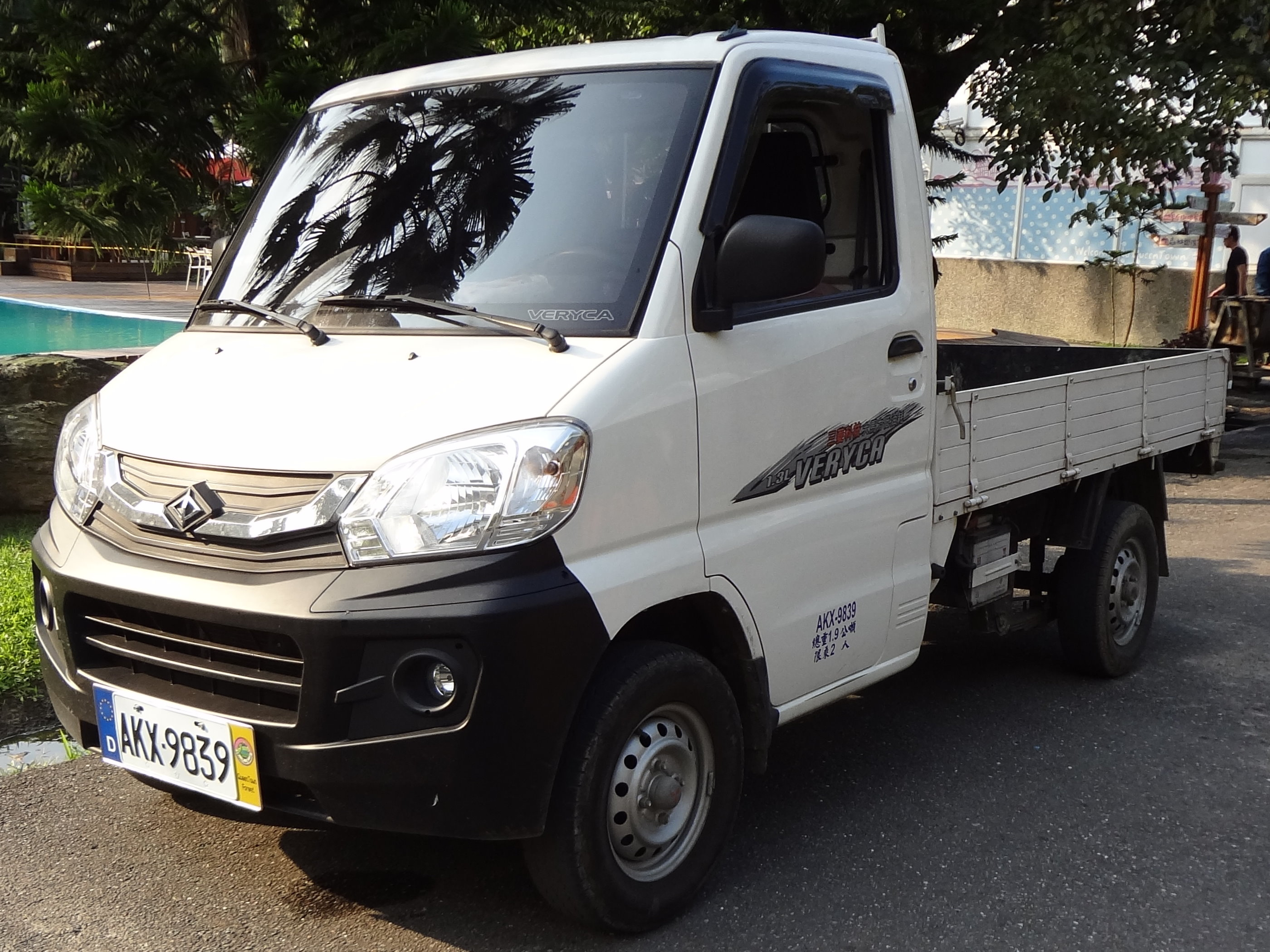
Veryca 貨車（2013—2018）

### 第二次改款 A180/A190/A210/e-Veryca/E300（2018—迄今）
2018年，中華Veryca第二次進行改款，於該年10月上市。更動車款頭、尾設計，並將廂型車和貨車分為「A180」和「A190」型。本次改款因應法規搭載安全氣囊、ASC車身動態穩定、以及TCL循跡防滑控制等系統。
同年，中華汽車也發表沿用改款前造型的e-Veryca，為中華民國國內第一款電動商用車，主要為投入中華郵政郵務車服務。
2020年，中華汽車發表貨台加長、輪胎加大，擁有當時同級距最大載重量（950公斤）的Veryca A210 ，同時也對現有車型所搭載配備做出更動。
2021年，針對e-Veryca進行小改款，搭載「SCC 智慧防護系統」，消費者可依載貨載人不同的需求選擇兩人座貨車版本或全新五人座客車版本，客車版本配備「ADAS 智能安全輔助系統」。使用31.3kwh電池，馬達動力為馬力114hp，扭力28.2kgm，續航里程為140公里，車用電池採用同國際大廠選用的規格款式，高扭力輸出搭配400kg以上的高承載力。於全台設置超過1,400座充電設施，電池採用通用規格。購車首創車電分離方案，只需購買車體，電池採租賃方式。因應法規同時享免徵貨物稅及牌燃稅，且多數公有停車場提供免費停車及免費充電。
2022年10月，中華汽車發表菱利Veryca A180奶蓋綠配色，同時提供合法改裝之露營車形式選擇，為台灣首家推動車體改裝檢測與合法認證之車商。
2023年，e-Veryca更名為「E300」，電池容量提升至42.6 kWh，續航里程最大可至326公里。動力同時升級至馬力129hp，最大扭力22.4kgm，最高時速100km/h。E300支援CC1直流電快充功能，鋰電池充電電量由0-80%僅需45分鐘，每充電10分鐘可行駛45公里；慢充為J1772，使用220V/32A供電由0-100%約7小時。E300同樣具備「SCC 智慧防護系統」，包含ASC(修正轉向不足、過度)、TCL循跡防滑控制系統、DRL日行燈、HSA陡坡起步輔助系統、ESS緊急煞車警示系統、TMPS無線胎壓偵測系統等。雙前座氣囊除木床貨車型外標配，提升車輛整體安全性。車型選擇包含2人座廂型貨車、5人座廂型客車、2人座木床貨車。5人座廂型客車另有奶蓋綠及福祉車的設定。同時可運用車電分離專案，只需購買車體，電池採租賃方式，大幅降低購車持有成本。並提供8年或16萬公里電池保固。
2024年，後繼車款J Space於11月發表，唯A190等部分車型繼續販售。

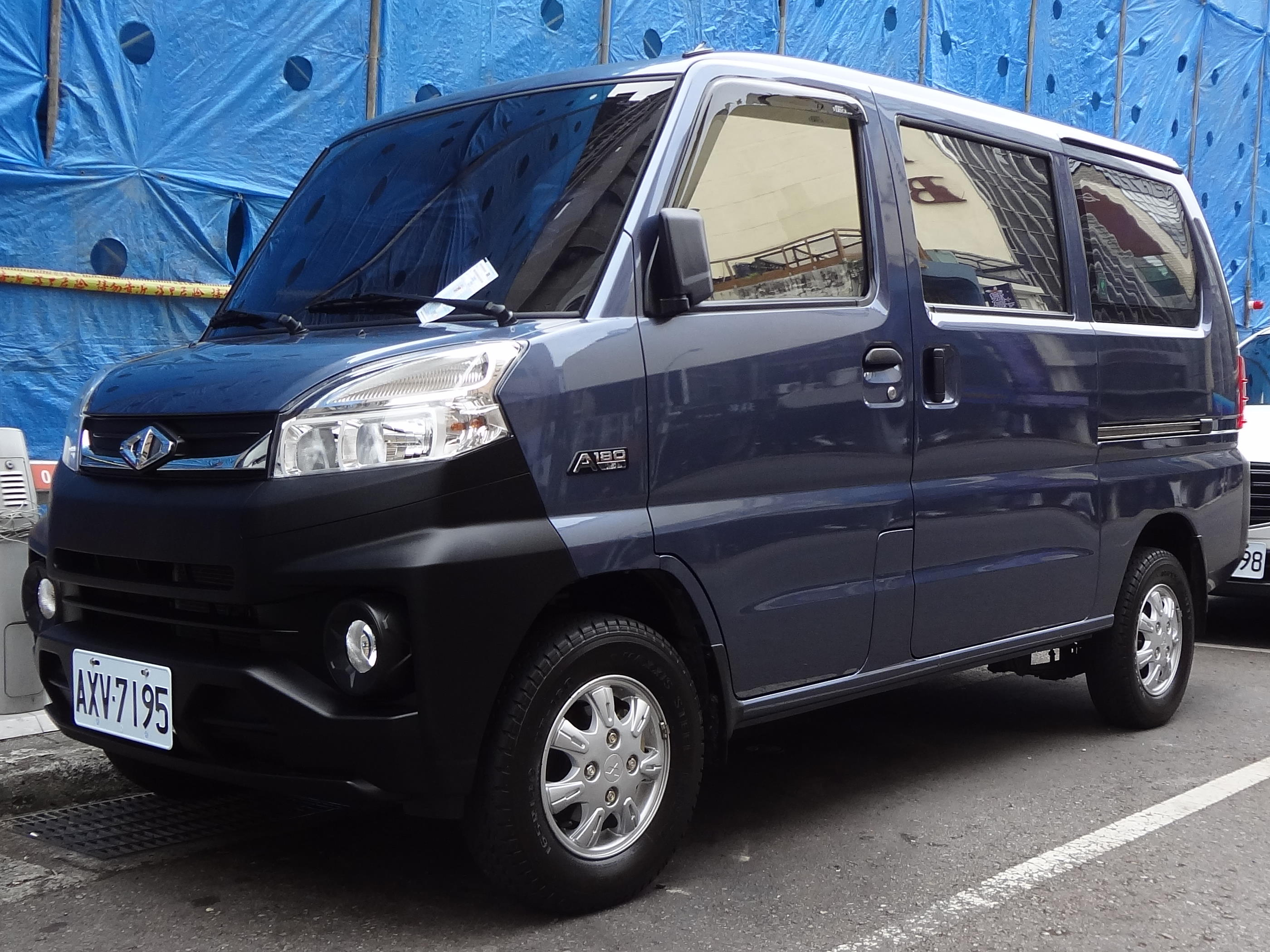
Veryca A180
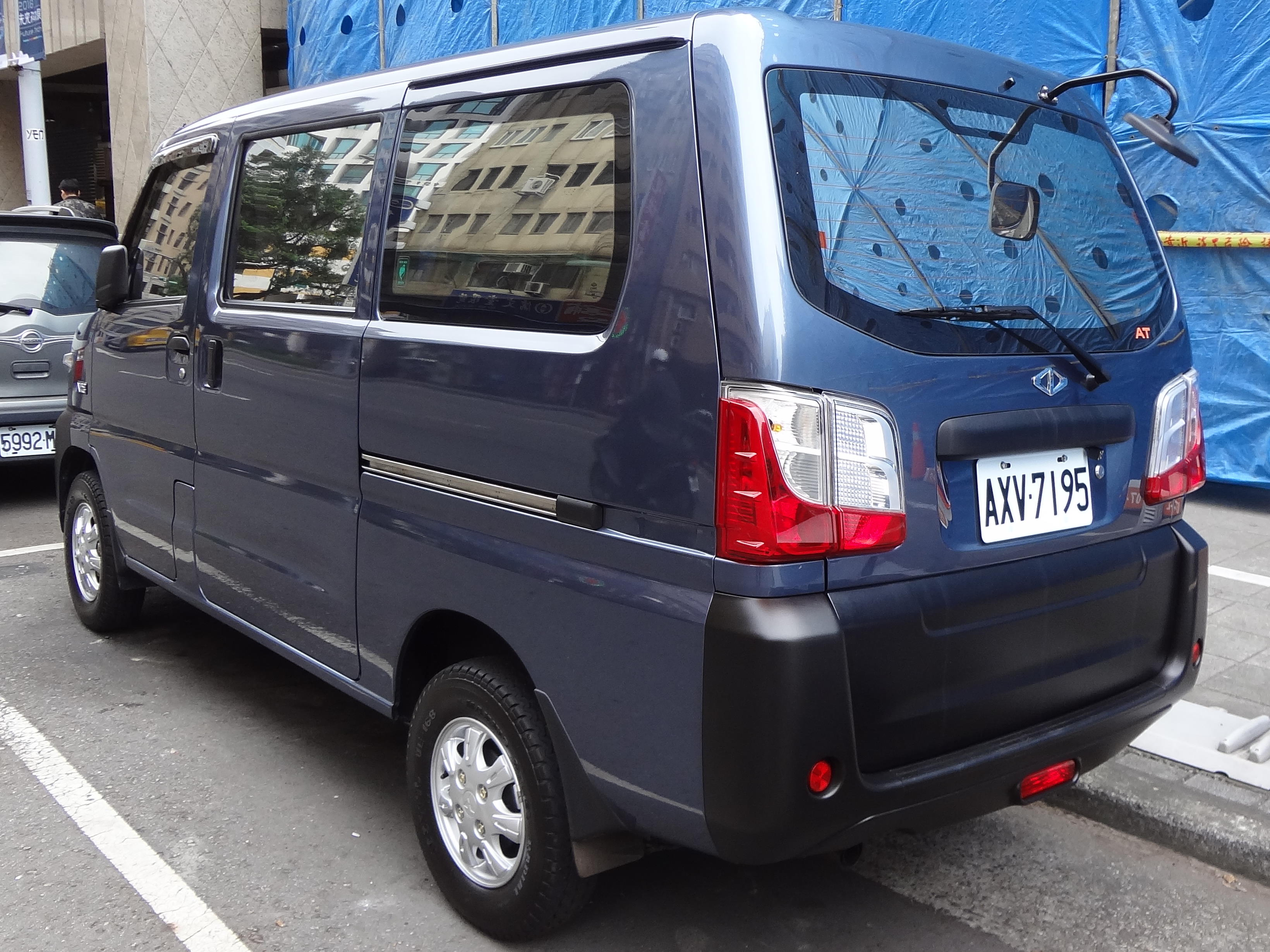
Veryca A180 後側
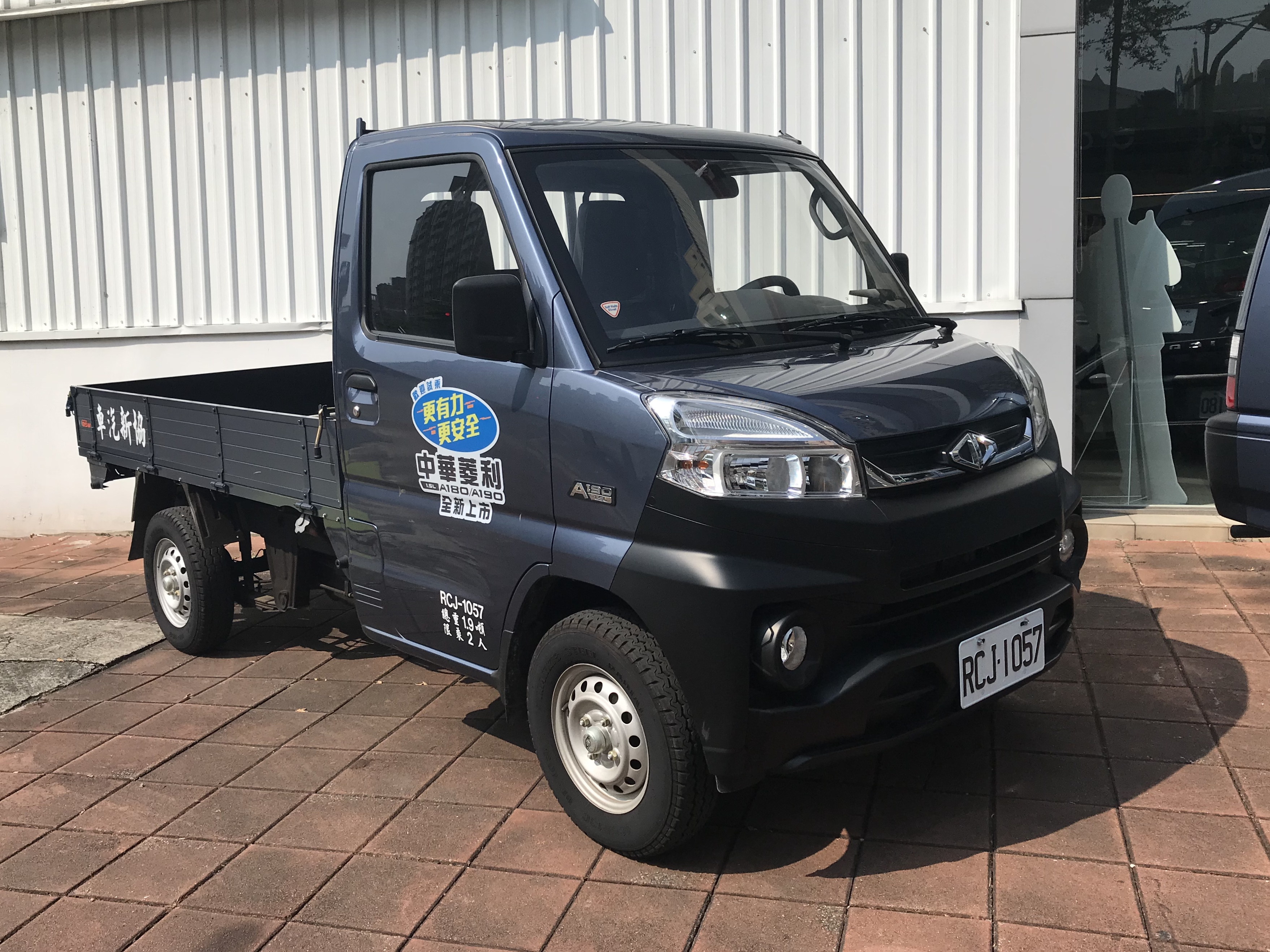
Veryca A190
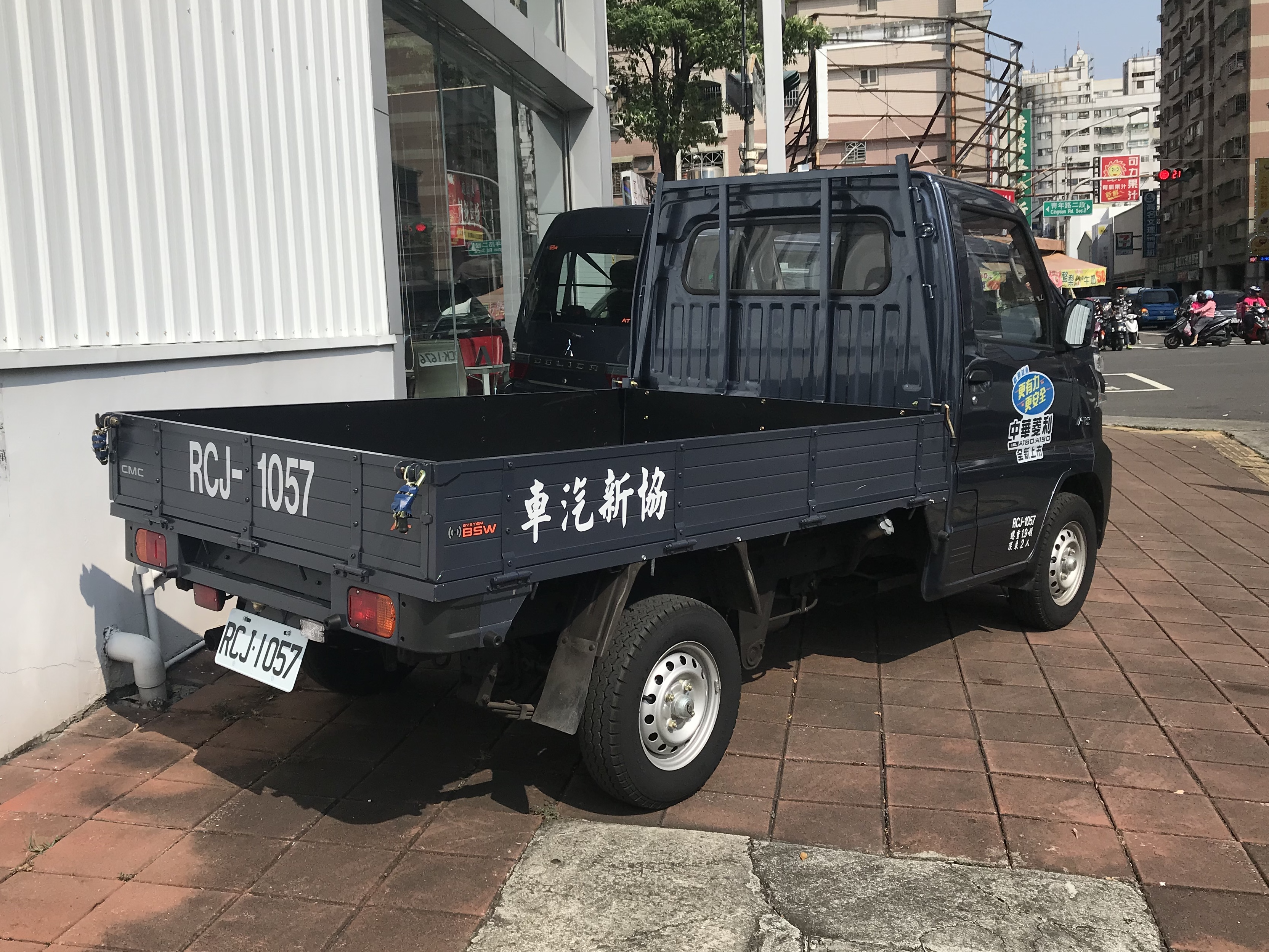
Veryca A190 後側
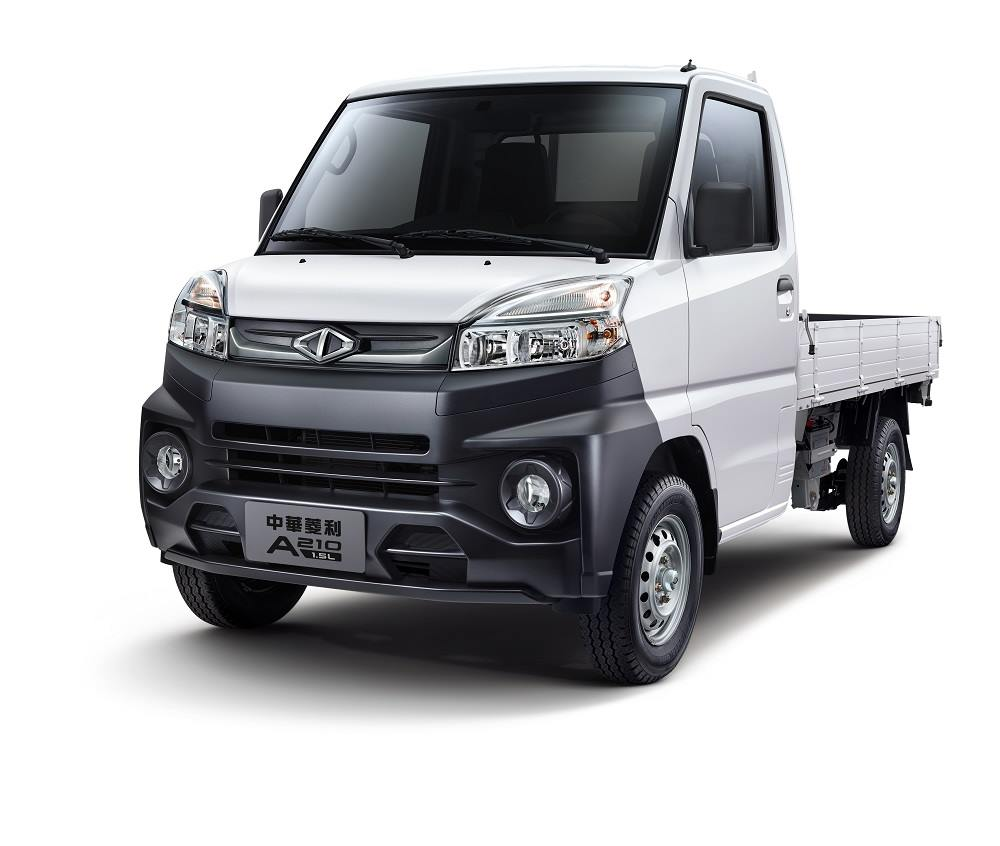
Veryca A210
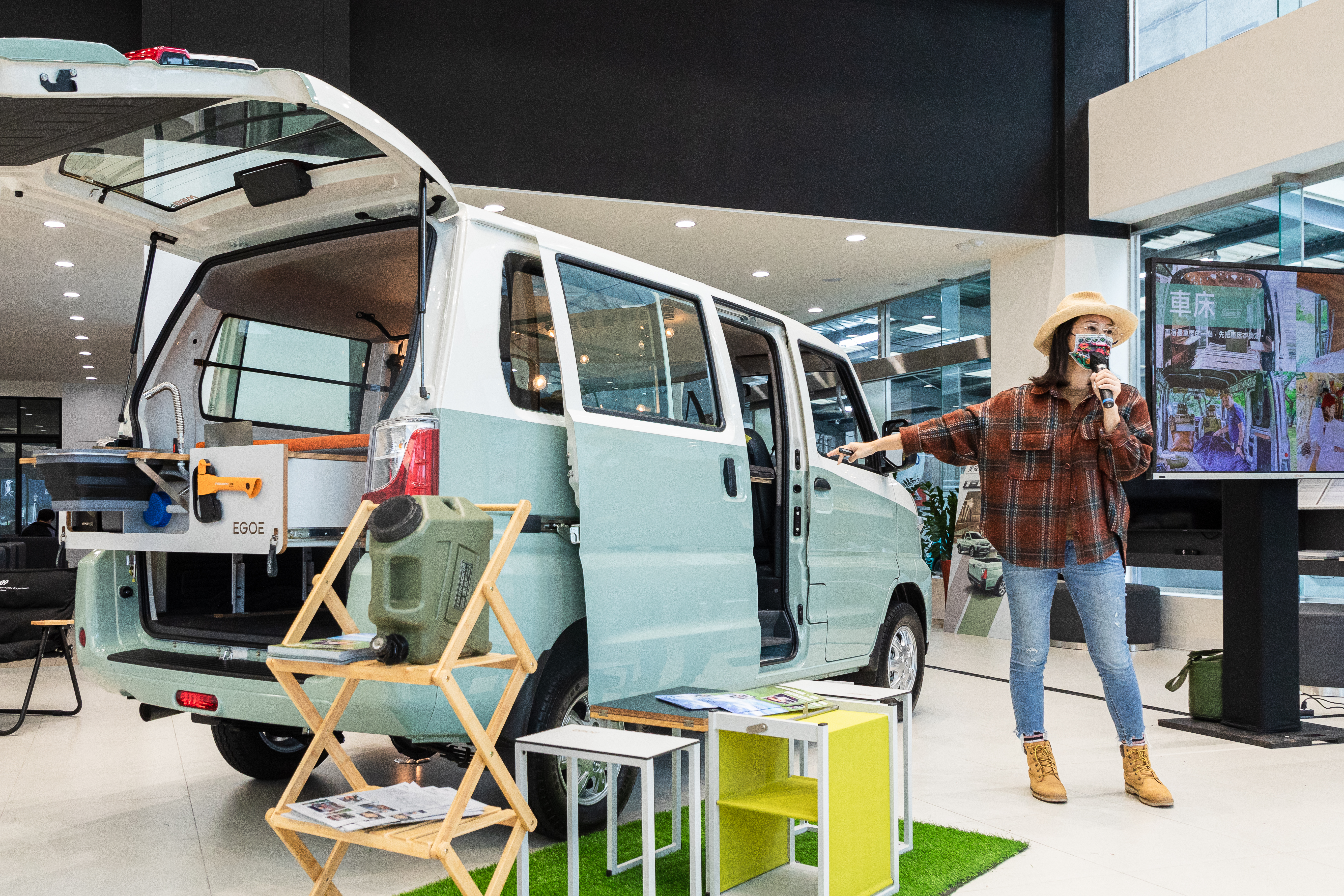
中華菱利A180露營車（奶蓋綠）
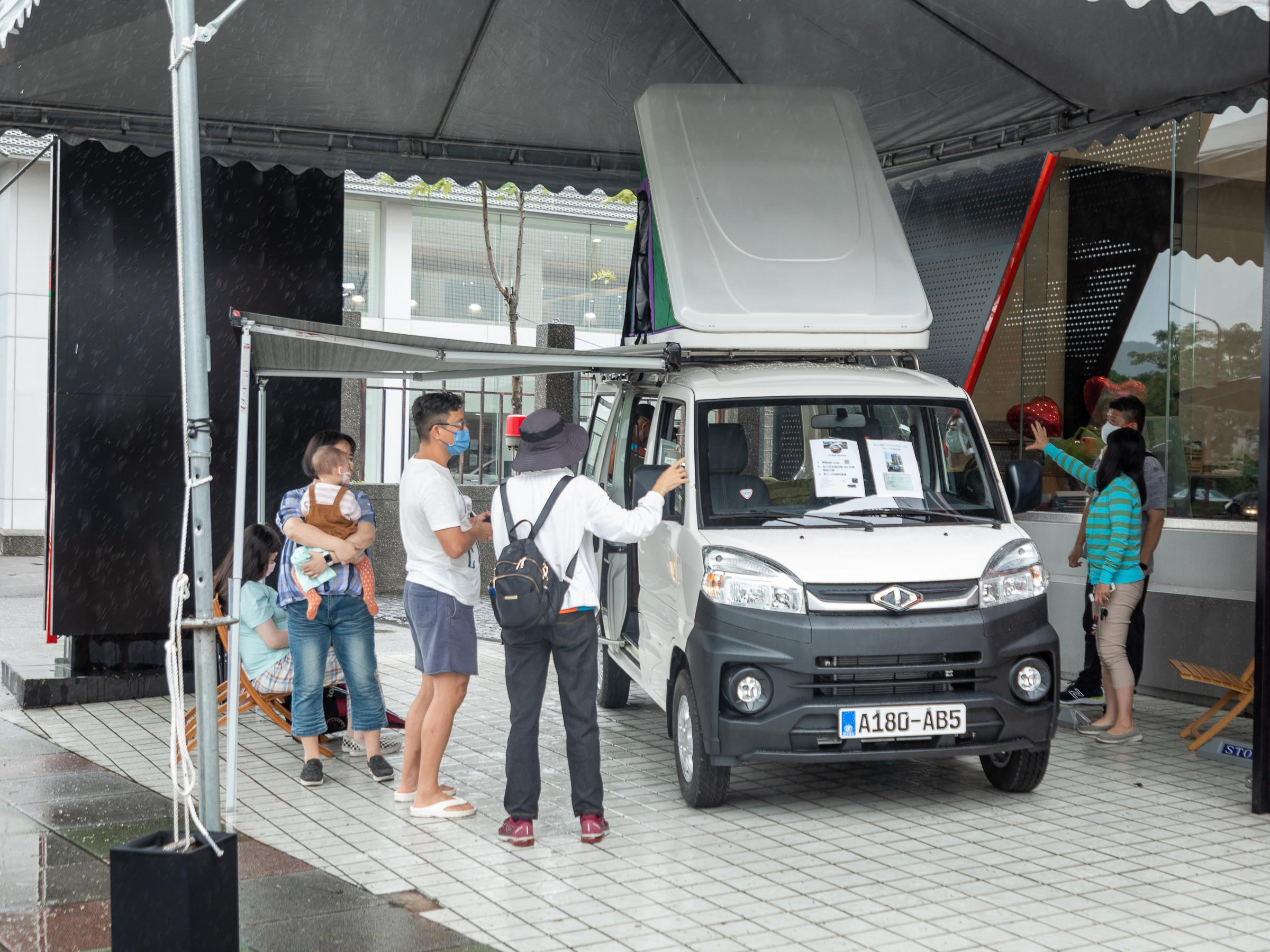
中華菱利A180露營車（白色）
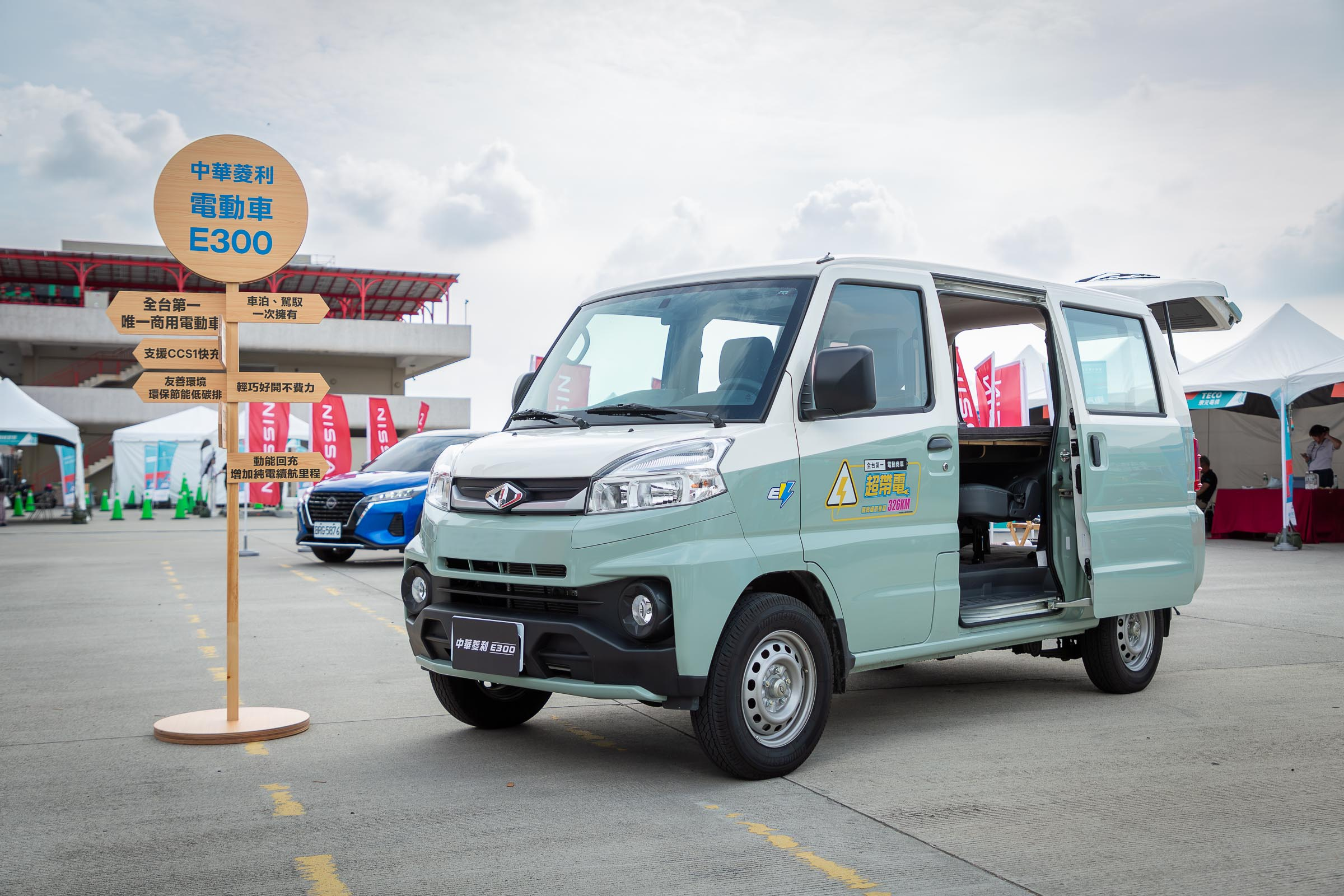
中華菱利 E300
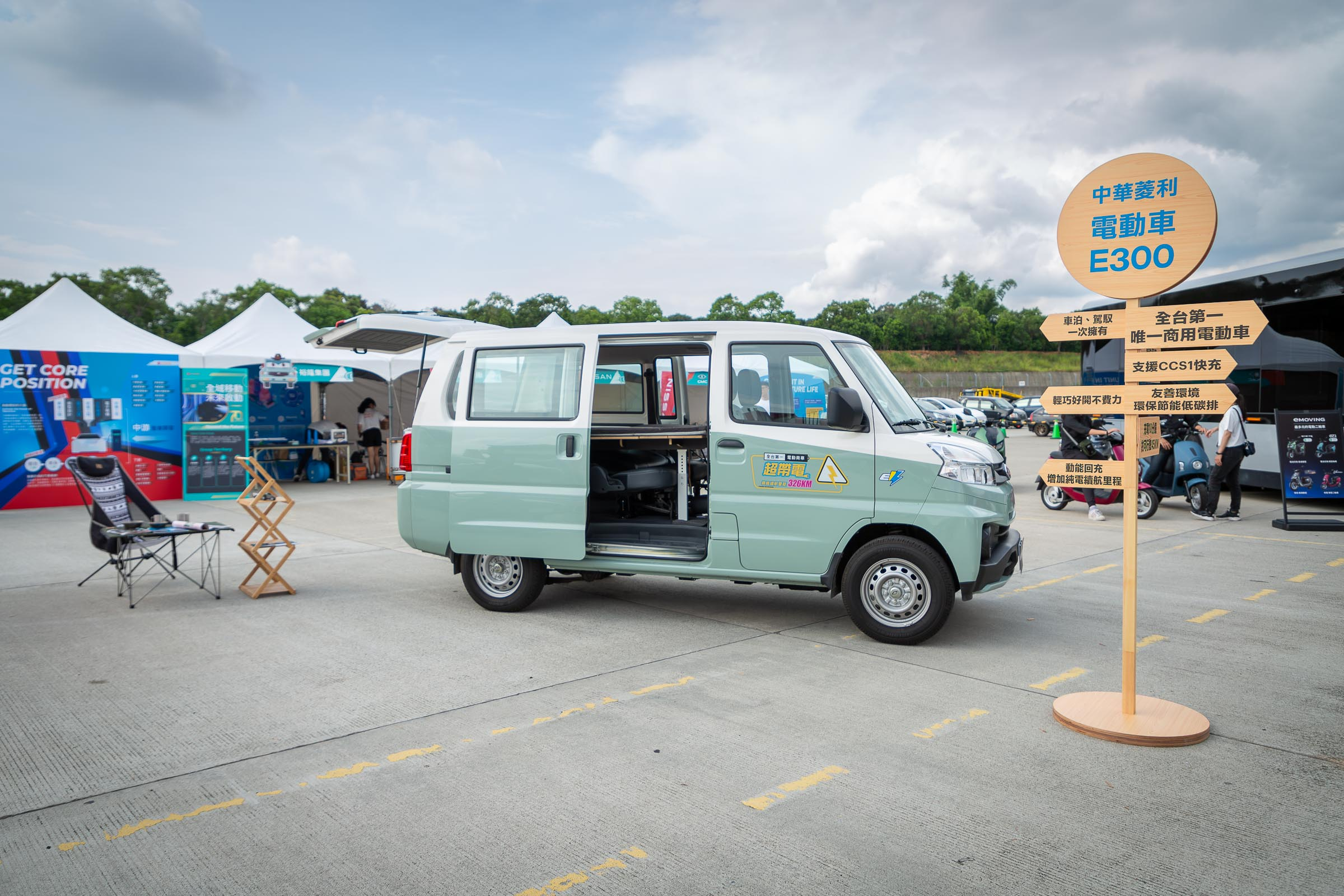
中華菱利 E300 側面車門開啟

## 中華J Space

### 初期型（2024—迄今）
中華汽車於2024年11月發表，搭載全速域ACC與LKA車道置中等Level 2駕駛輔助系統的J Space。
動力改為搭載東安發動機DAM15K 1,498 cc直列四汽缸汽油引擎，中華汽車官方網站公布最大馬力為 107 PS/6,000 rpm，最大扭力 13.7 kgf‧m/4,800 rpm。
車款搭配之8速自排變速箱為東安發動機A8R30。

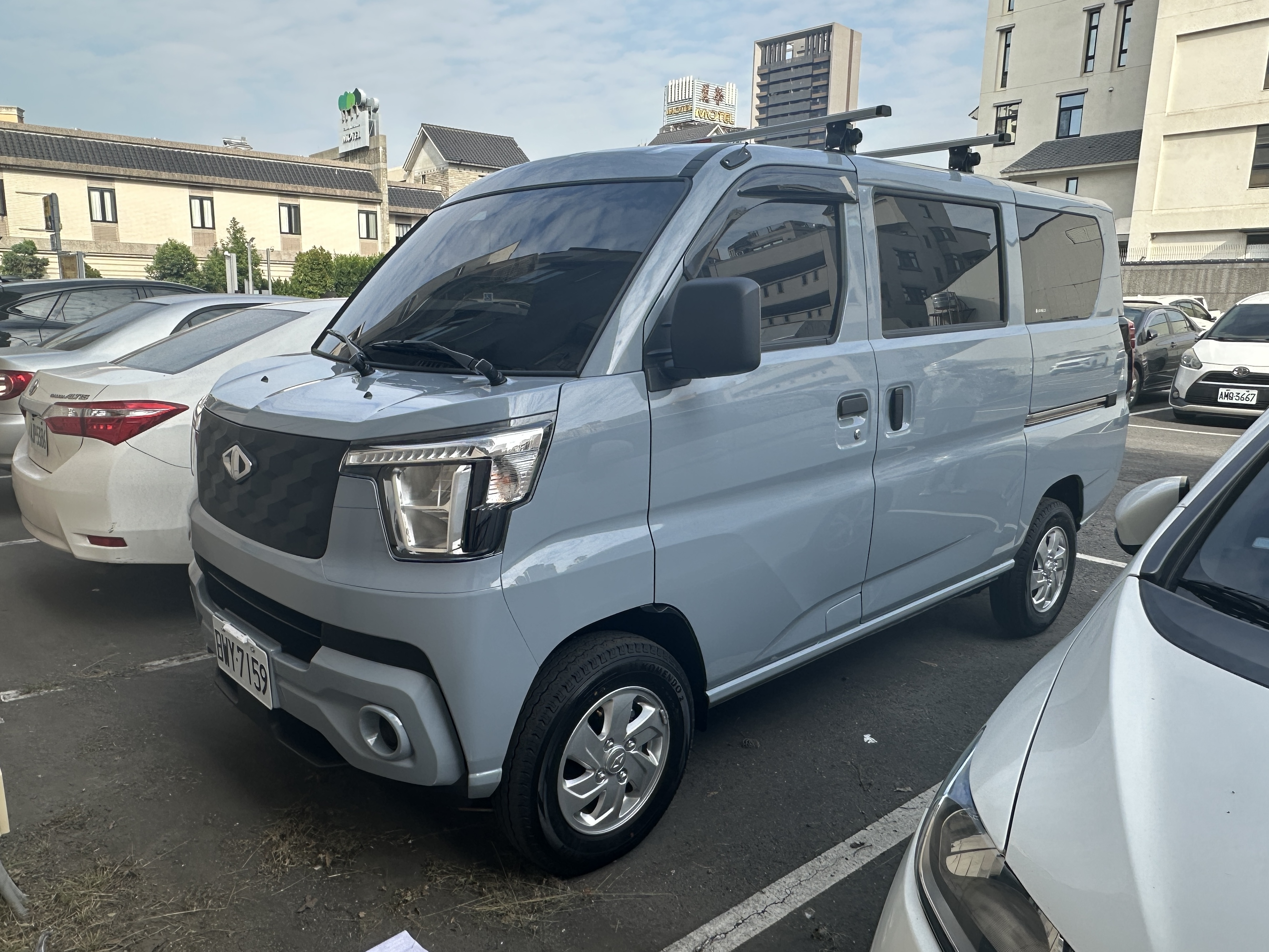
J Space 廂型車
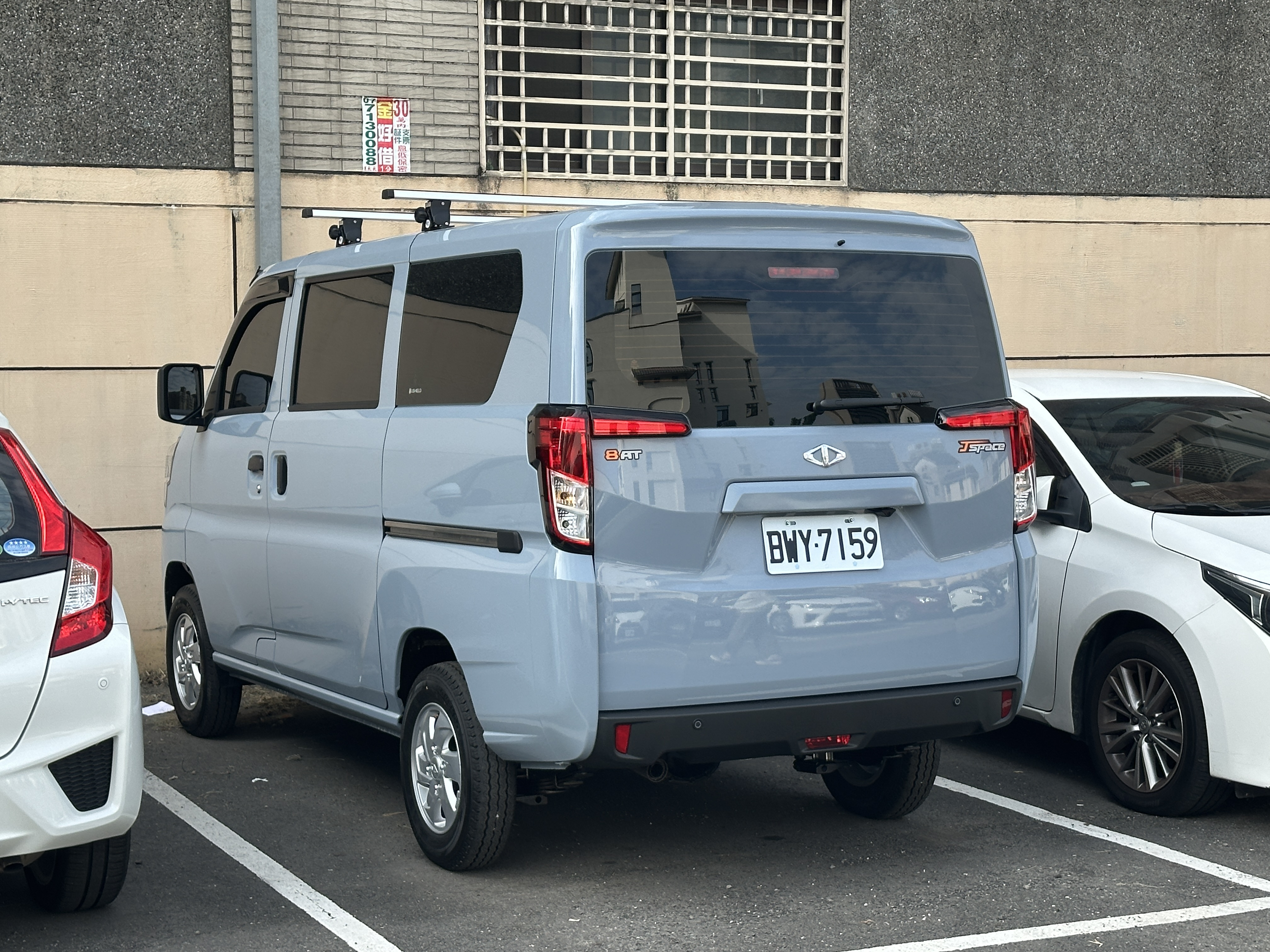
J Space 廂型車 後側

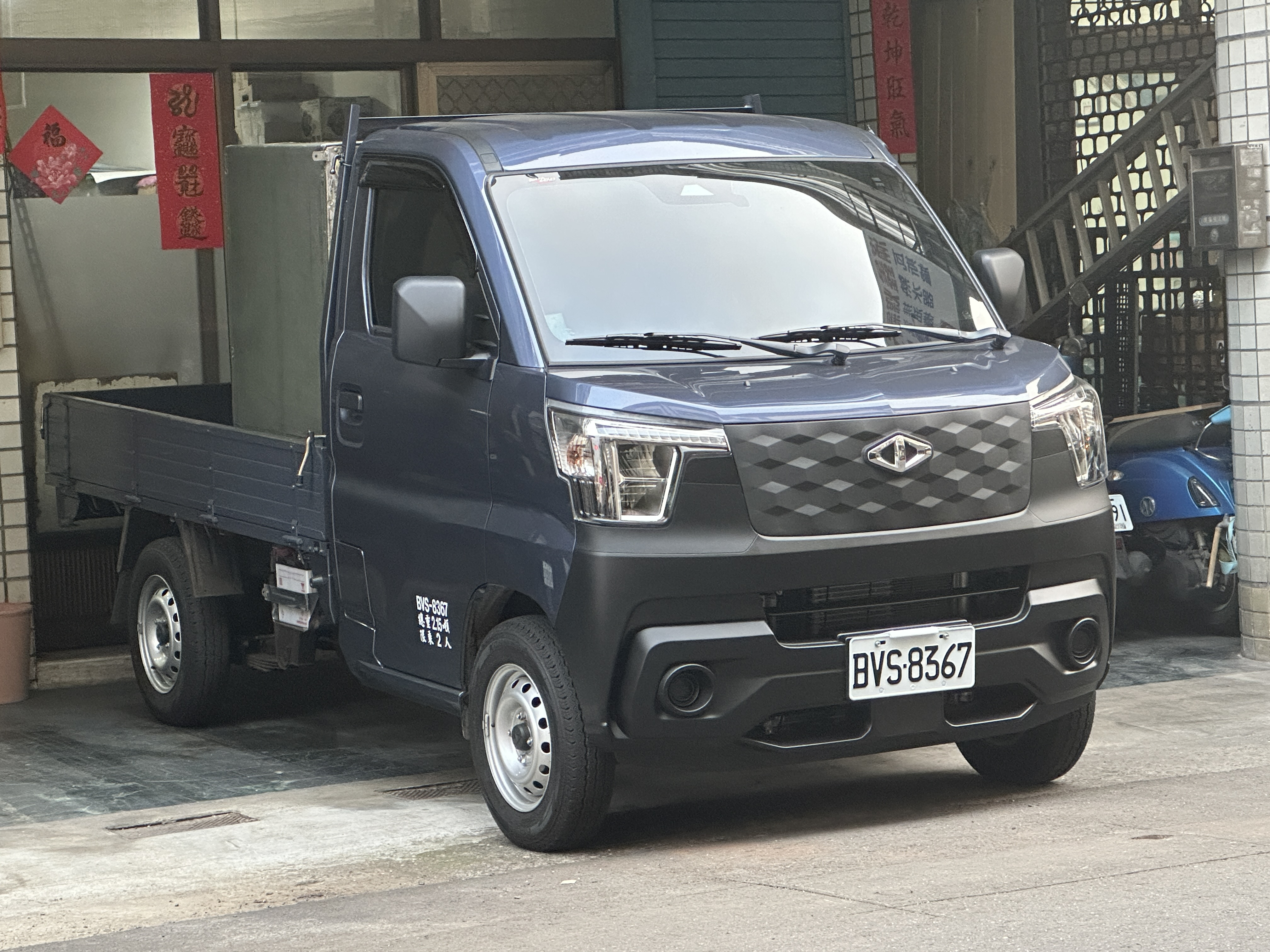
J Space 平板貨車
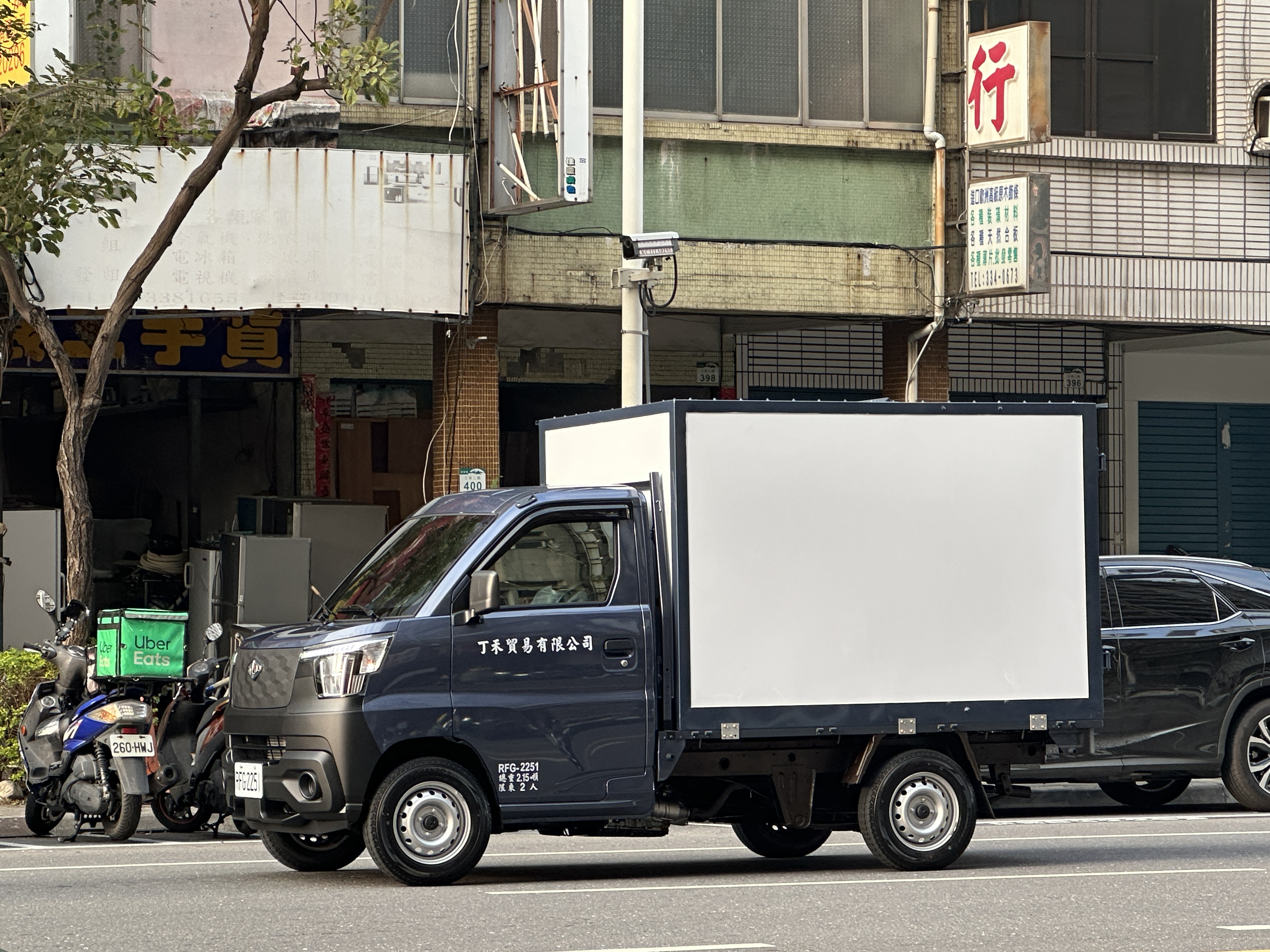
J Space 箱式貨車